# Dampfwagen

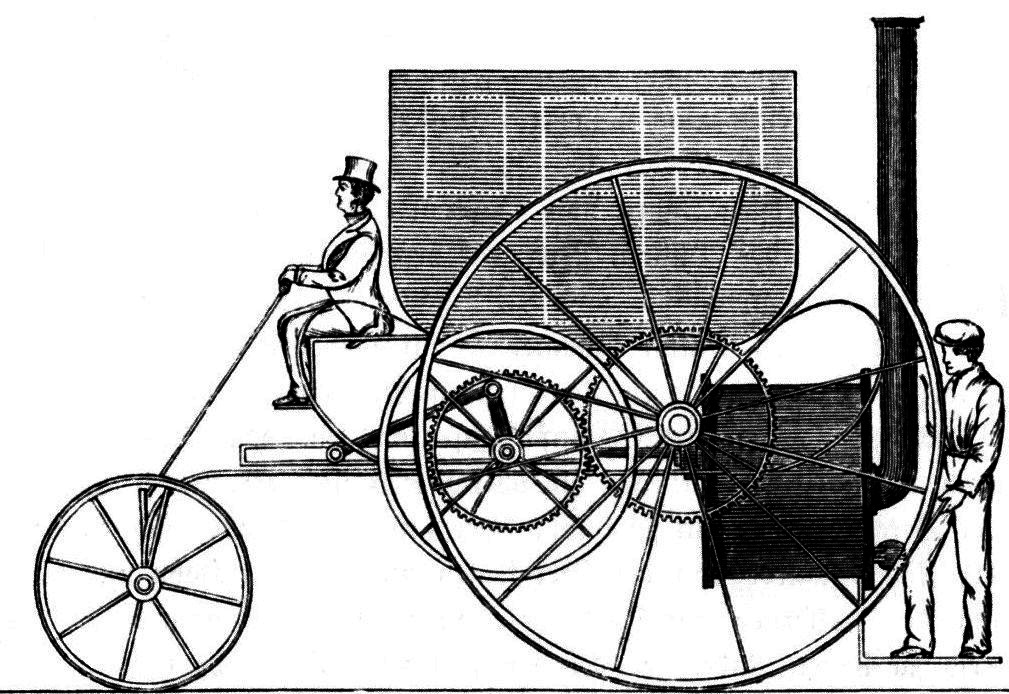
Erster gewerblicher Dampfwagen London Steam Carriage von Richard Trevithick, 1803

Ein Dampfkraftwagen, kurz Dampfwagen oder Dampfautomobil ist ein Kraftwagen/Automobil, der mittels Dampfmaschine, Dampfmotor oder Dampfturbine durch einen Dampferzeuger (meist Dampfkessel) angetrieben wird (Wärmekraftmaschine mit äußerer Verbrennung im Gegensatz zum Verbrennungsmotor). Als Brennmaterial zur Dampferzeugung lassen sich billige Brennstoffe wie Brennholz, Kohle, Koks oder Teeröl nutzen.

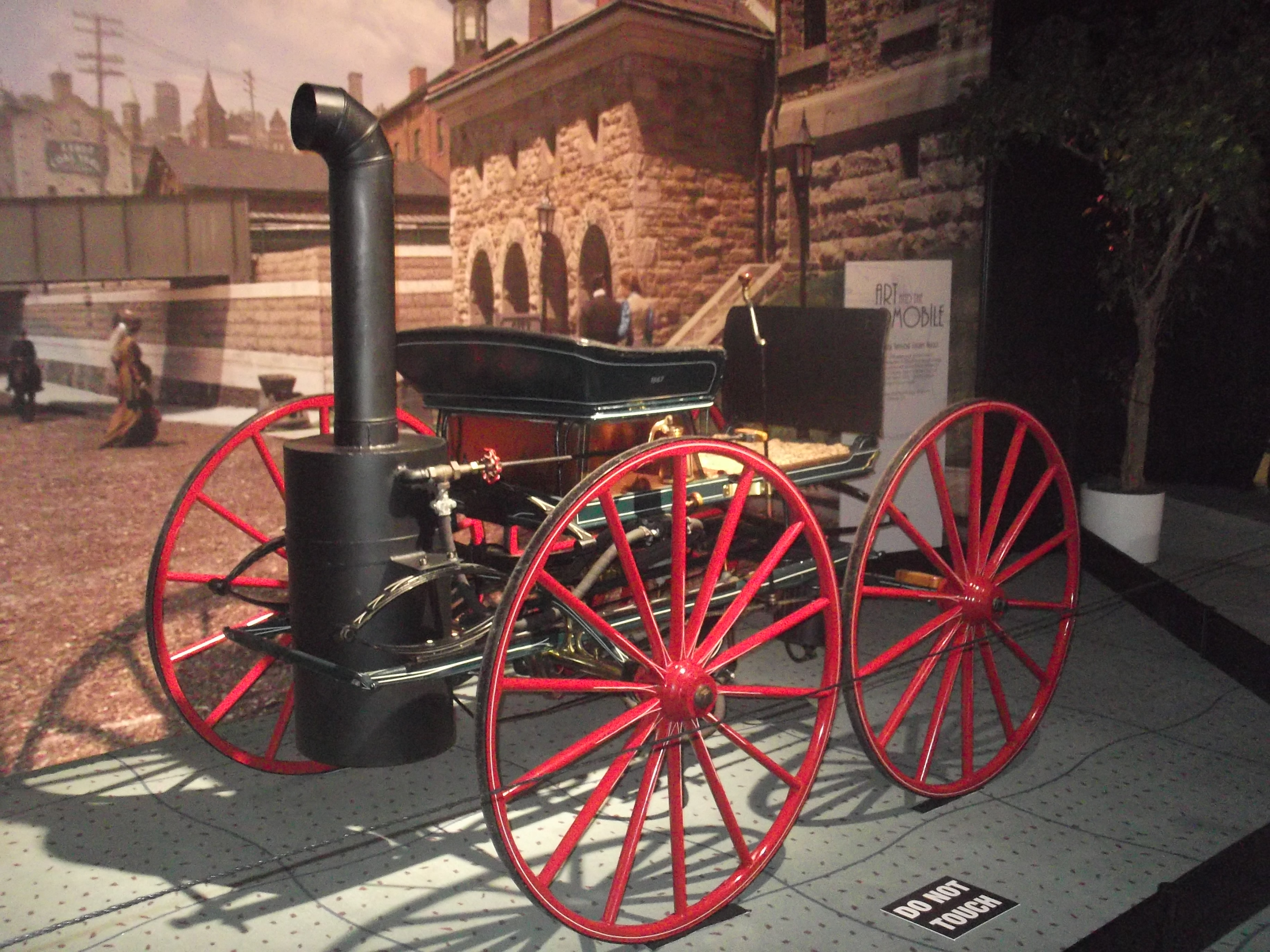
Taylor Steam Buggy von 1867 mit einem Dampfmotor mit zwei Zylindern gilt als das älteste kanadische Automobil

Dampfkraftwagen waren die ersten Kraftwagen überhaupt: Den Anfang machte schon 1769 Nicholas Cugnot mit einer Artilleriezugmaschine (frz. Fardier = Lastenschlepper). Das 1878 von Amédée Bollée entwickelte La Mancelle war mit 50 Exemplaren das erste in Serie gebaute Dampfautomobil (gut 10 Jahre bevor Carl Benz seinen Benz Patent-Motorwagen Nummer 3 auf der Weltausstellung Paris 1889 einem breiten Publikum präsentierte). 1906 stellte Fred Marriott auf dem Daytona Beach Road Course mit dem Model Stanley Rocket Steamer einen Geschwindigkeitsweltrekord für Automobile mit Dampfantrieb mit 205,5 km/h auf.
Bis etwa 1920 konkurrierte der Dampfantrieb mit Ottomotoren und Elektroauto (z. B. fuhr La Jamais Contente als erstes Auto über 100 km/h), bis sich letztlich mit technischen Verbesserungen und einem wachsenden Tankstellennetz der Verbrennungsmotor durchsetzte. Als Nutzfahrzeuge waren lange Zeit Dampfomnibusse und vereinzelt noch bis in die 1950er Jahre dampfbetriebene Lastkraftwagen, Zugmaschinen und Straßenwalzen im Einsatz.

## Abgrenzung

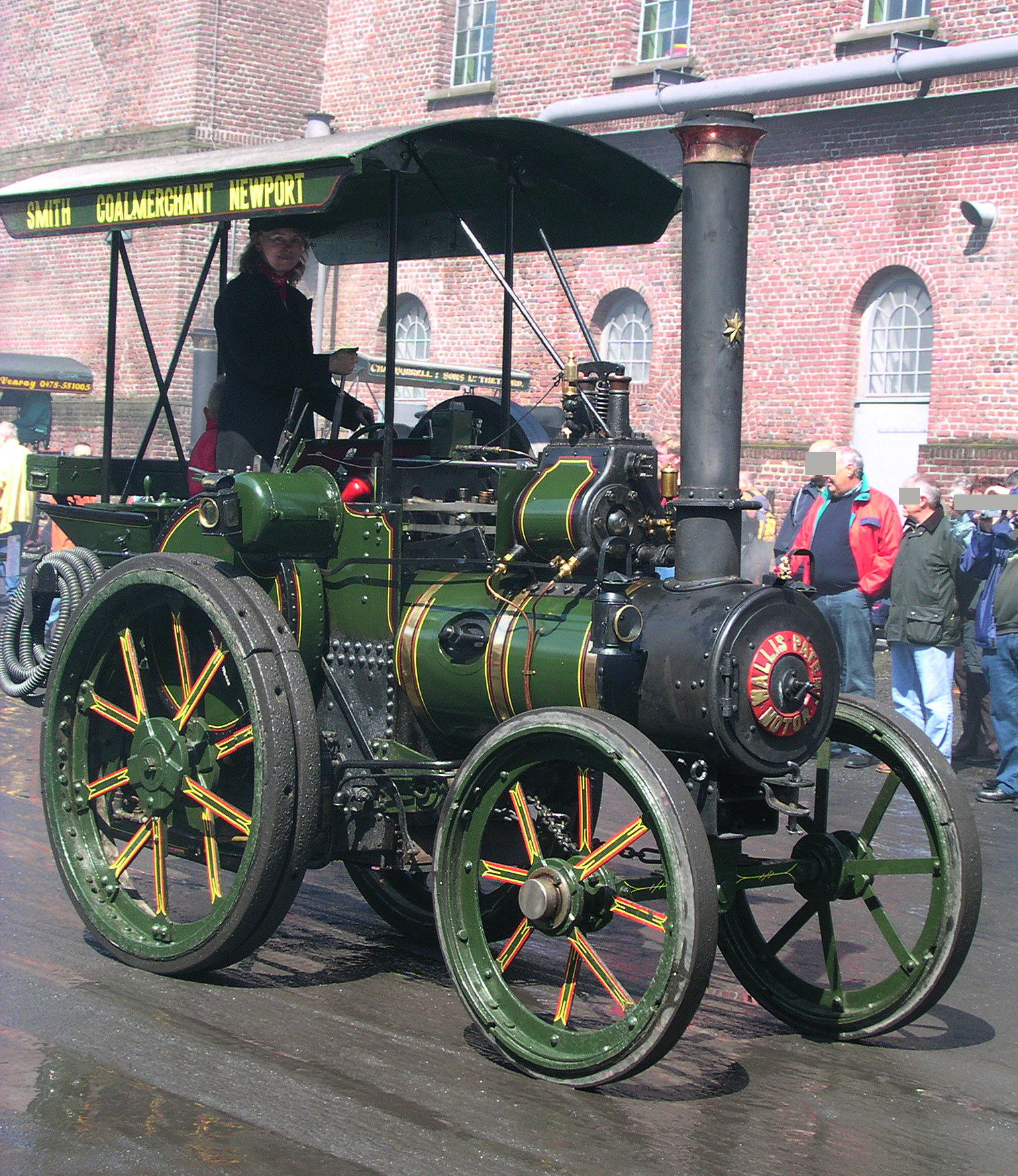
Dampftraktor Lena von Wallis & Steevens, Baujahr 1905

Dieser Artikel beschreibt Dampfkraftwagen, also Automobile und Nutzfahrzeuge mit Dampfantrieb, die zum Personen- oder Warentransport gebaut wurden, im Unterschied zu Dampfzugmaschinen, Dampftraktoren, Dampfwalzen und anderen Baumaschinen. Lokomobile, auch Portable engines oder kurz Portables genannt, sind hingegen lediglich Dampfkraftmaschinen, die sich mit ihrem Fahrgestell zu wechselnden Einsatzorten schleppen lassen, in der Regel ohne Eigenantrieb also keine Kraftfahrzeuge.

## Frühe Entwicklungen

### Beginn im 17. Jahrhundert in China
Im 17. Jahrhundert wurde durch Ferdinand Verbiest in China erstmals das betriebsfähige Modell eines Dampfwagens gebaut und beschrieben, jedoch ohne Abbildung. Die verwendete Dampfmaschine arbeitete noch nach dem antiken Prinzip des Heronsballs, nicht nach dem neuzeitlichen Konzept der Dampfmaschine mit Kolben von Denis Papin. Siehe auch Geschichte des Automobils.

### FardiervonNicholas Cugnot(1769)

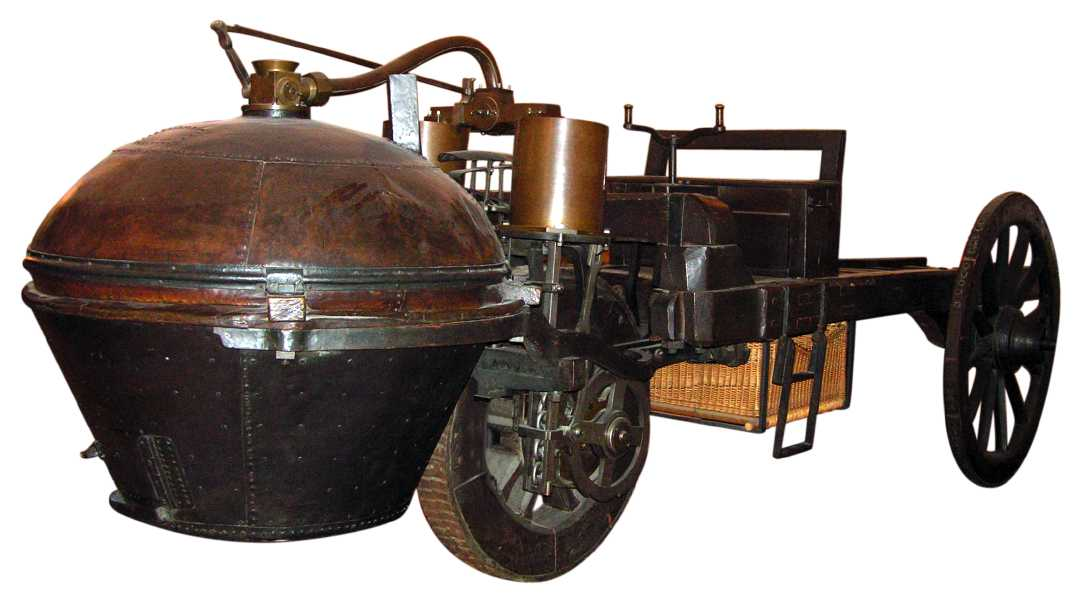
Fardier von Nicholas Cugnot, 1769

Der europäischen Öffentlichkeit wurde ein Dampfwagen erstmals von Nicholas Cugnot 1769 in Paris vorgestellt. Zuvor wurden Wagen von Menschen oder Tieren, oder selten, vom Wind bewegt. Die im Fardier verbaute Dampfmaschine entsprach jener des Russen Iwan Iwanowitsch Polsunow von 1763, einer modernen Kolben-Ausführung nach dem Vorbild von Denis Papin in Marburg 1690.
Vermutlich über Veröffentlichungen in den Sibierischen Briefen des Forschungsreisenden Laxmann kam es zum Informationsfluss nach Frankreich. Dem Fardier war von Anfang an jedoch kein Erfolg beschert, weil das Fahrzeug bei einer Vorführung vor hohen Militärs in die Umfassungsmauer der Militärkaserne fuhr und sie durchbrach; Cugnot hatte vergessen, den Dampfwagen mit Bremsen auszustatten.
Der Original-Fardier wurde zunächst im Arsenal aufbewahrt und befindet sich seit 1800 im Pariser Musée des arts et métiers. Eine funktionsfähige Replika gehört dem DB-Museum in Nürnberg und ist dort ausgestellt, nachdem es von 2005 bis 2011 als Leihgabe im Tampa Bay Automobile Museum in den USA gezeigt wurde.

### Richard Trevithicks Modelle von 1797, 1801, 1803

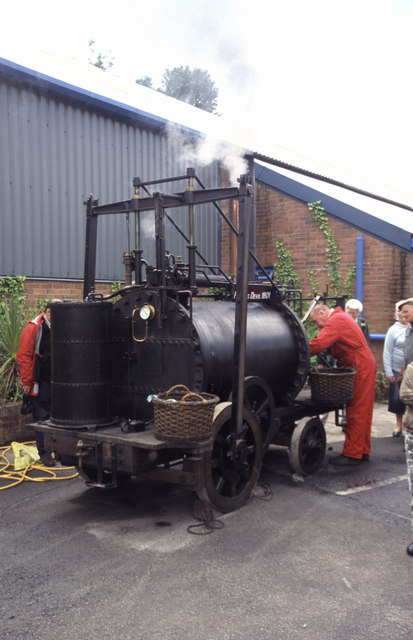
Straßenlokomotive Puffing Devil von Richard Trevithick, 1801 (Nachbau)

Der britische Erfinder, Ingenieur und Maschinenbauer Richard Trevithick baute 1797 sein erstes Dampfwagenmodell. Die Kesselheizung erfolgte mit Hilfe eines glühenden Gusseisenstabes, der anstelle der echten Feuerung in das Flammrohr gesteckt wurde. 1801 stellte er in Camborne eine seiner neuen kleinen Dampfmaschinen auf Räder. Diese „Straßenlokomotive“, bekannt als Puffing Devil, beförderte Passagiere mit einer Geschwindigkeit von 8 km/h sogar über Steigungen.
Nachdem er 1802 die erste Eisenbahndampflokomotive der Welt gebaut hatte, konstruierte er 1803 ein weiteres selbstfahrendes Fahrzeug, den „London Steam Carriage“ (Londoner Dampfwagen), der im Prinzip eine mit einer Dampfmaschine ausgerüstete Postkutsche war. Es erregte die Aufmerksamkeit von Publikum und Presse, war aber im Betrieb wesentlich teurer als eine gewöhnliche Pferdekutsche und konnte sich deshalb nicht durchsetzen.

### Bodenantriebe mit Stelzen und Schubstangen
Zu Beginn des 19. Jahrhunderts setzte eine lebhafte Forschungstätigkeit ein, um grundsätzliche Probleme der mit Dampf angetriebenen Automobile in den Griff zu bekommen. 1811 ließ der britische Ingenieur William Brunton (1777–1852) einen Antrieb für Dampfwagen patentieren, der sich an den Vorderläufen von Pferden orientierte. Eine Dampfmaschine auf Rädern trieb dieses stelzenartige Gestänge an und erreichte mit umgerechnet zwei Pferdestärken Schrittgeschwindigkeit. „Brunton’s mechanical traveller“ gelangte nicht über das Prototypstadium hinaus; der Dampfkessel explodierte und tötete mehrere Zuschauer.
Im Dezember 1824 reichte der schottische Erfinder David Gordon (1774–1829) ein Patent ein, das mit Hilfe von Schubstangen die Fortbewegung des „Steam Carriage“ auch auf Steigungen realisieren sollte. Die Times beschrieb das Problem 1825 so:
„Ein großes Problem bereiten die Räder, die auf der Straße durchrutschen, ohne voranzukommen, sobald die kleinste Steigung oder eine schwere Beladung die Reibung auf der Achse größer als die zwischen dem Rand der Räder und dem Boden macht; die ganze Kraft der Maschine dient dann nur noch dem Durchdrehen der Räder, ohne dass der Wagen auch nur einen Zentimeter vorankommt.“
Die Kleinbusse, die Gordon und sein Konkurrent Gurney fast zeitgleich bauten, wurden von mehreren Schubstangen angetrieben, die über Achsen mit der Dampfmaschine verbunden waren. Um zu beschleunigen, senkte der Fahrer die Stangenspitzen abwärts; wenn es den Berg hinab ging, hob er die Konstruktion an. Gordons Wagen hatte im Unterschied zu Gurneys Frontantrieb. Sechs Schubstangen waren im Einsatz. Zum leichteren Lenken wies das Automobil vorne nur ein Rad auf. Die Passagiere saßen in einer Reihe hintereinander.

## Erste Dampfomnibusse als öffentliche Verkehrsmittel

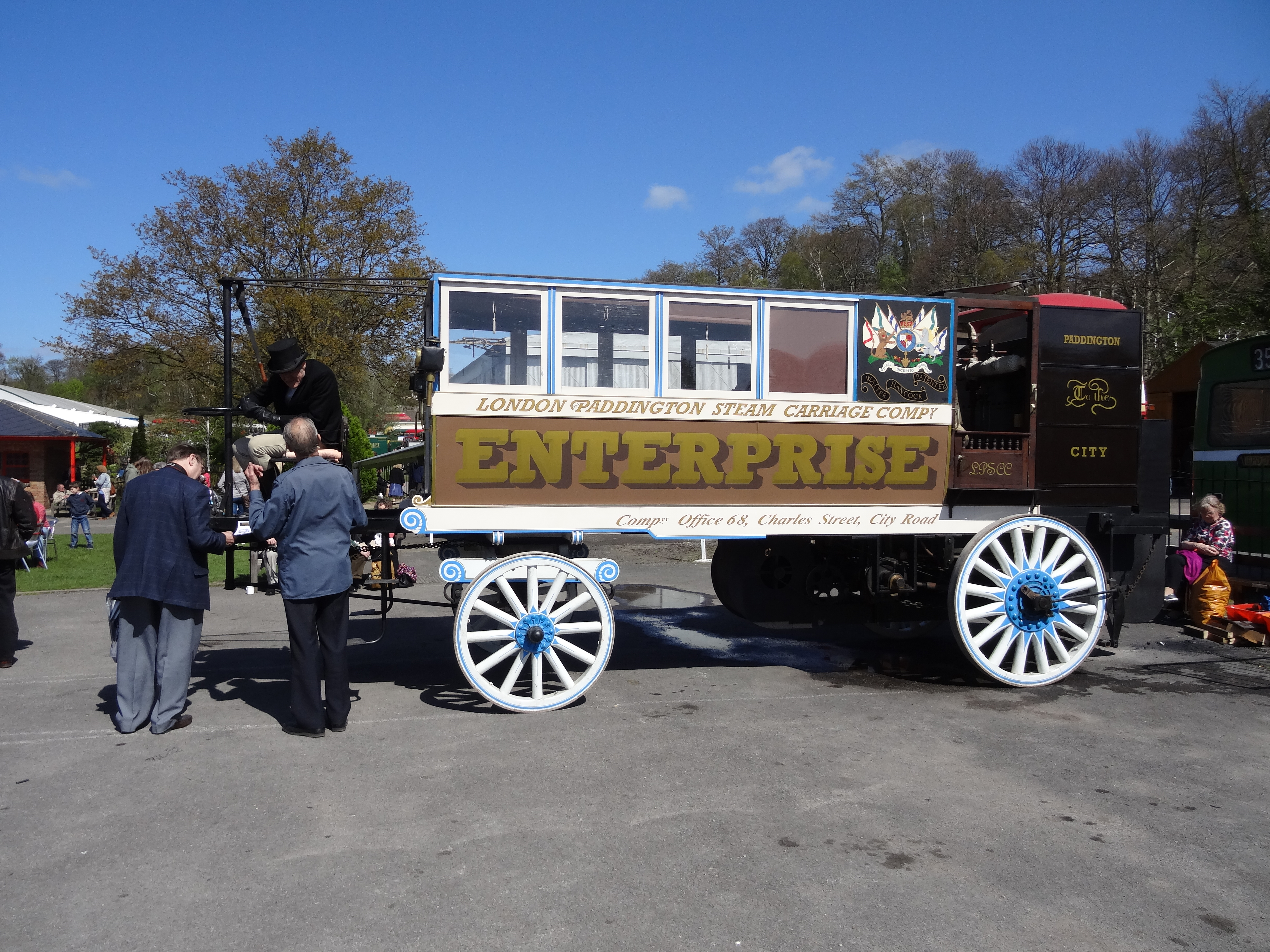
Nachbau von Walter Hancocks Enterprise, dem ersten für den Linienverkehr entworfenen Dampfomnibus, 1833

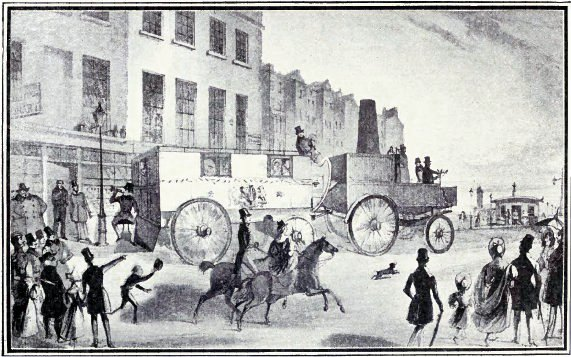
Sir Charles Dances Dampfwagen mit Anhänger vor der Abfahrt nach Brighton; London, The Strand, Wellington Street, 1833

### Erste Omnibusse: Gurney 1826, Hancock 1827, Dance 1833
Im Jahr 1826 konstruierte der Engländer Sir Goldsworthy Gurney einen Dampfomnibus. Ihm folgte sein Landsmann Walter Hancock (1799–1852), der ab 1827 Dampfomnibusse herstellte, mit denen bis in die 1830er-Jahre Linienverkehr betrieben wurde. 1829 wurde die Linie von Fulham nach Brompton mit einem achtsitzigen Wagen aufgenommen, der 12 mph (knapp 20 km/h) schnell war. Sein Dampfwagen Infant, 1829 gebaut, war ein kompakterer Zehnsitzer, der ab 1831 zunächst im Probebetrieb die Strecke von Stratford nach London-Whitechapel bediente. Diese wurde 1833 als zweite öffentliche Dampfwagenverbindung eingerichtet. Zur Premiere soll der Wagen jedoch von Zuschauern mit Steinen beworfen worden sein. Die erste Linie war kurz zuvor von der London and Paddington Steam Carriage Company eingerichtet worden. Sie führte von London Wall via Islington nach Paddington und wurde mit Hancocks Enterprise betrieben, dem ersten eigens für den öffentlichen Verkehr gebauten Motorfahrzeug. 1836 gab es bereits 700 Fahrten.
Sir Charles Dance erwarb 1831 drei Zugmaschinen von Gurney, die mit Kesseln nach Dances Plänen ausgestattet wurden. Sie zogen Personenanhänger mit 16 Plätzen. Dance betrieb damit ab dem 21. Februar 1831 eine Buslinie mit Fahrten alle vier Stunden von Cheltenham nach Gloucester, eine Strecke von etwa neun Meilen. Der Betrieb lief störungsfrei an sechs Tagen in der Woche bis zum 22. Juni 1831. In dieser Zeit wurden über 4000 Passagiere befördert und 3640 Meilen zurückgelegt. Laut Fahrplan wurden 50 Minuten pro Fahrt benötigt, die Wagen schafften es gelegentlich aber auch in unter 40 Minuten. Die Investoren für eine weitere Linie von Glasgow nach Edinburgh sprangen ab, als sich eine der Zugmaschinen des Cheltenham-Gloucester-Typs überfordert zeigte.

### Technik
Englische Konstrukteure in dieser Zeit haben einige grundlegende Probleme der Fahrwerkstechnik gelöst: 1825 patentierte William Henry James (1796–1873) einen Antrieb mit je einer Dampfmaschine pro Hinterrad, womit er Schwierigkeiten mit einem Differential umging – eine Lösung, auf die Amédée Bollée (1844–1917) 1873 wieder zurückgriff und die De Dion, Bouton & Trépardoux bis zum Ende des 19. Jahrhunderts verwendete. Schon früher hatte Erasmus Darwin (1731–1802) die Achsschenkellenkung erfunden aber nicht patentiert. In Unkenntnis davon wurde sie später drei Mal neu erfunden und patentiert: 1816 von Georg Lankensperger (1779–1847) und Rudolph Ackermann (1764–1834), 1873 ebenfalls von Bollée père und 1891 von Carl Benz. Die Ackermannsteuerung- oder A-Steuerung vermied ein weiteres grundlegendes Problem jedes Motorfahrzeugs.

### Boom und Rückschlag in England

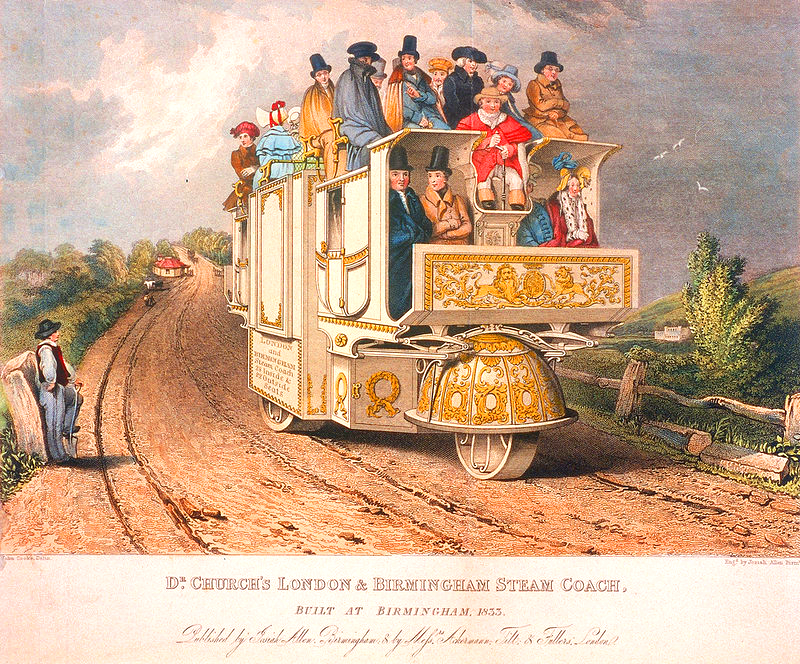
Dr. Churchs Dampfkutsche (1835); die etwas verklärende Illustration von 1900 nennt ein falsches Datum

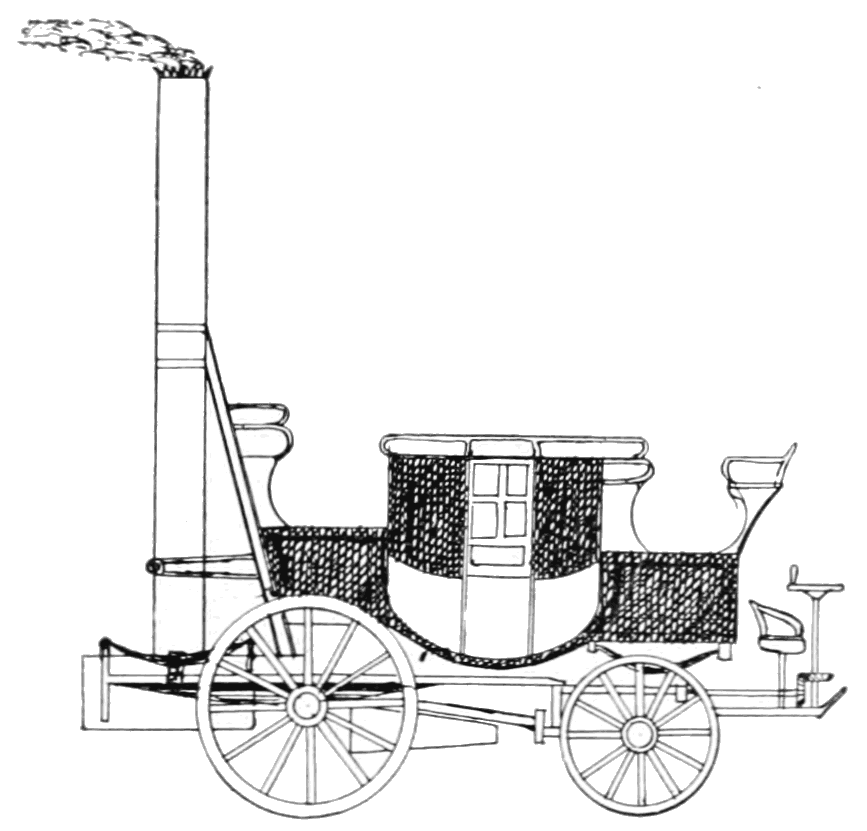
Erster Dampfwagen von Burstall & Hill, 1824

Im 19. Jahrhundert gab es gerade in England eine Vielzahl von Dampfwagen, etwa von Bishop & Sons, die auch mit Omnibus-Aufbauten versehen wurden.
Zahlreiche Unfälle, vor allem Achsenbrüche und Dampfrohrexplosionen trübten die Euphorie und führten auch zu rechtlichen Einschränkungen in der zweiten Hälfte des 19. Jahrhunderts, vor allem dem Red Flag Act von 1865, der den Dampfwagenführern das freie Umherfahren verbot.
Der deutsche Ingenieur Joseph Ritter von Baader kritisierte in seinem 1835 erschienenen Buch Die Unmöglichkeit, Dampfwagen auf gewöhnlichen Straßen mit Vortheil als allgemeines Transportmittel einzuführen die angeblichen englischen Erfolge mit „Chaussee-Dampfwagen“, also straßengängigen, mit Dampfkraft betriebenen Automobilen, respektive Omnibussen. Er hielt die Idee, den Erfolg der Dampfeisenbahn auf die normale Straße zu übertragen, für technisch undurchführbar, vor allem wegen der Unebenheiten. Er berechnete die Kraft, die ein solches Dampfmobil aufwenden musste, um ein Rad aus einer Vertiefung herauszubewegen, und verglich sie mit der aufgrund der Hebelwirkung erheblichen geringeren Kraft, die ein Pferd für denselben Vorgang benötigen würde. Mit Genugtuung zitierte er englische Misserfolge mit Dampfwagen, wie diesen vom Juli 1827:
„Die Erfinder probirten ihren Dampfwagen. Nachdem derselbe in dem Umfang ihres Hofraumes, gegenüber von Neu-Bedlam“ (etwas ominös!) „herumgelaufen war, kam er heraus, und, indem er eine leichte Wendung machte, um auf die große Straße zu kommen, blieb eines der Räder in einem Geleise von weichem Grunde stecken. Hierauf sprang der Kessel mit einer starken Explosion. Es wurden dabei nur ein kleiner Dienstjunge und ein Maschinist schwer verwundet, obwohl gegen zwanzig Personen sich anstrengten, das Rad aus dem Geleise wieder heraus zu bringen.“
Timothy Burstall (1776–1860) war ein Eisenbahningenieur, der verschiedene Patente zum Straßentransport hielt. Der verunfallte Wagen war sein zweiter Dampfwagen, ein Dreiachser mit vom Kessel getrenntem Wagenkasten.
Um 1840 ließ das Interesse an Dampfwagenverbindungen nach. Neben dem behördlichen Widerstand trugen dazu hohe Straßenzölle und der Lobbyismus von Fuhrhaltern und Landadel bei. Fatal wirkte sich eine Kesselexplosion infolge eines Bedienungsfehlers aus, welche Infant 1840 zerstörte. In der Folge verloren die Dampfomnibusse ihre Zulassung. Danach ging viel Fachwissen verloren, das sich die Pioniere der zweiten Generation (die überwiegend aus Frankreich kamen) wieder aneignen mussten. Infant war bereits 1831 imstande, eine Steigung von 5 Prozent auf gefrorenem Grund zu nehmen, wo Pferdefuhrwerke versagten.

### Weitere Dampfautomobile in Großbritannien

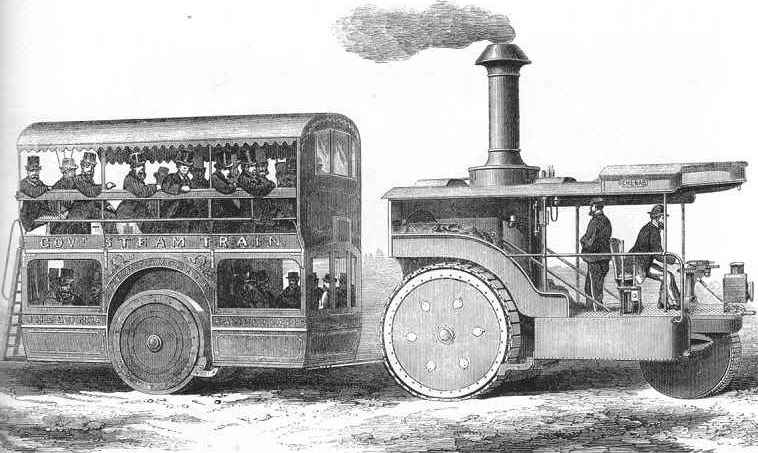
Robert William Thomsons Road Steamer, ca. 1867

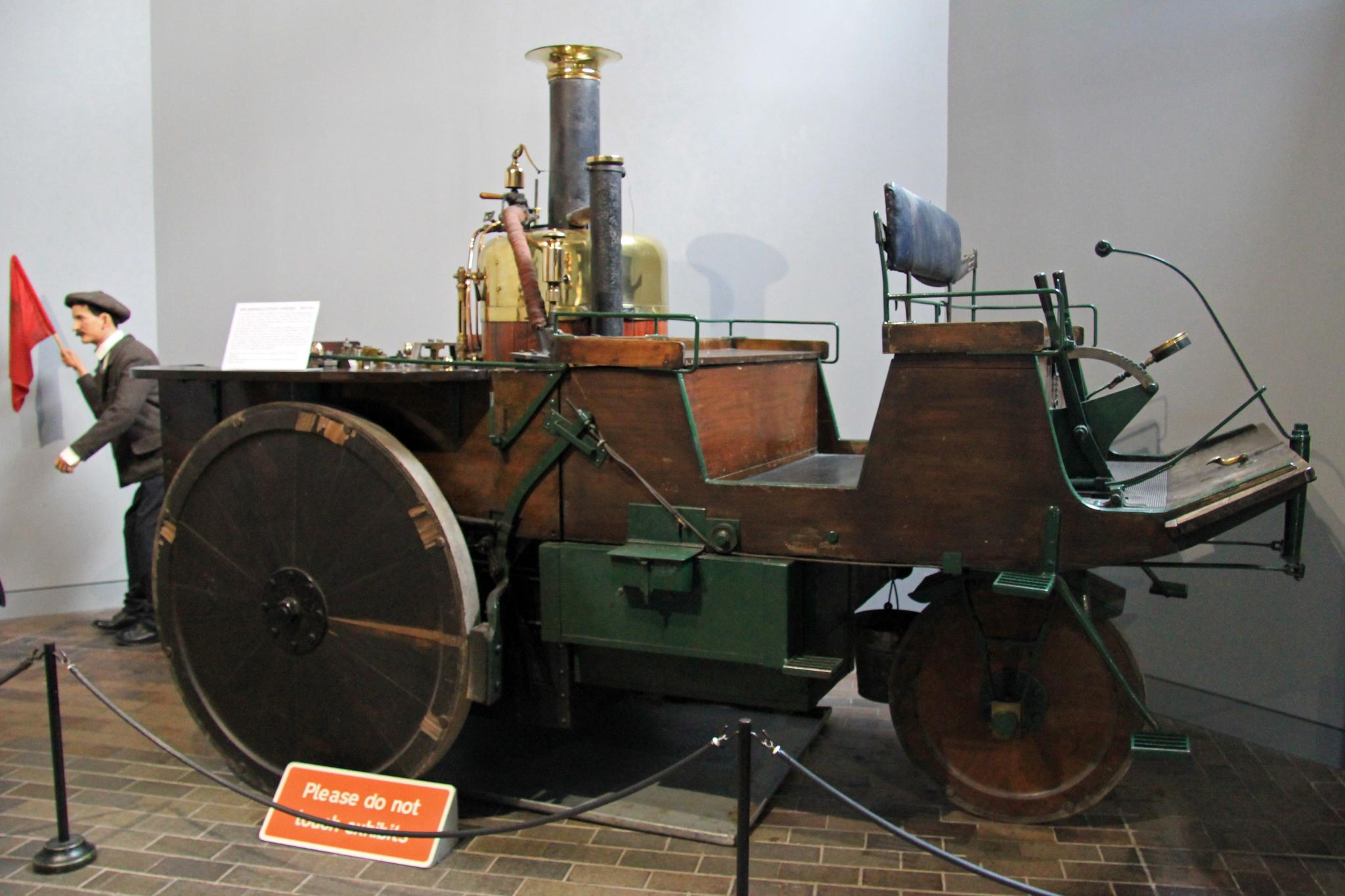
Grenville Steam Carriage (1875), das wahrscheinlich älteste fahrbereite Dampfauto

Dreiräder blieben die bevorzugte Konstruktionsweise. Man war gewillt, den Nachteil geringerer Stabilität in Kauf zu nehmen und Probleme mit einer komplizierten und möglicherweise anfälligen Lenkung zu umgehen. Bis in die 1880er-Jahre war Kohle das bevorzugte Brennmaterial. Dies war ursächlich dafür, dass die meisten Dampfwagen groß und schwer gebaut werden mussten. Um nämlich die für einen wirtschaftlichen Betrieb erforderliche Mindestzahl an Personen transportieren zu können, musste eine entsprechend große Menge Kohle mitgeführt werden, was eine starke (und wiederum verbrauchsintensive) Maschine voraussetzte.
Der schottische Ingenieur Robert William Thomson entwickelte eine Drehscheibenmaschine. Bereits 1845, also 43 Jahre vor John Boyd Dunlops Erfindung, hatte er einen Luftreifen patentiert, der sich aber aus Kostengründen und wegen des Gewichts der Fahrzeuge nicht für Dampfwagen eignete. 1867 stellte er eine Dampfzugmaschine eigener Konstruktion vor, die für den Transport von Zuckerdosen auf Java entwickelt worden war. Er griff auf seine alte Idee mit elastischen Reifen zurück und patentierte 1867 ein Radsystem mit Vollgummireifen, die durch Friktionskraft auf der Felge gehalten wurden; die Verformung des Reifens durch das Gewicht des Fahrzeugs führte zu einer größeren Auflagefläche und damit besseren Fahreigenschaften auf weichem Untergrund. Auch andere Konstrukteure verwendeten Thomsons elastic wheel. Seine Wagen waren ebenfalls gut konstruiert, wurden bis in den Fernen Osten exportiert und sowohl in Großbritannien wie den USA in Lizenz nachgebaut.
Ein weiterer britischer Vertreter dieser zweiten Generation war Thomas Rickett aus Buckingham (Buckinghamshire), der ab 1858 leichte Dampf-Tricycles baute und einige verkaufen konnte. Catley und Ayres aus York bauten 1868 ein sehr einfach konstruiertes Dampf-Tricycle. Wahrscheinlich ließ sich der Kessel nur bei stehendem Fahrzeug beheizen. Gelenkt wurde mit einem Hebel und die Kraft wurde mittels Kette auf ein Hinterrad übertragen. Weil das andere frei drehte, benötigte das Fahrzeug kein Differential. Dafür war der Wagen mit liegend angebrachter Zweikolbenmaschine und stehendem Kessel im Heck leicht und sehr schön verarbeitet. Robert Neville Grenville baute 1875 mit George Jackson Churchward, dem späteren Leiter der Lokomotivabteilung der Great Western Railway, einen Dampfwagen, der noch existiert und sogar gelegentlich gefahren wird.

## Französische Pioniere

### Amédée Bollée und erstes Serien-DampfautomobilLa Mancelle

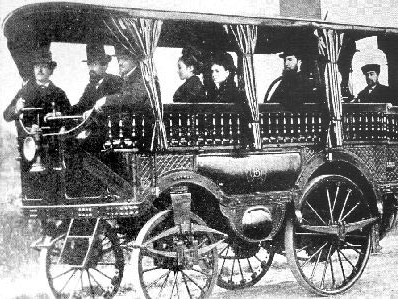
L’Obéissante von Amédée Bollée (Aufnahme 1875)

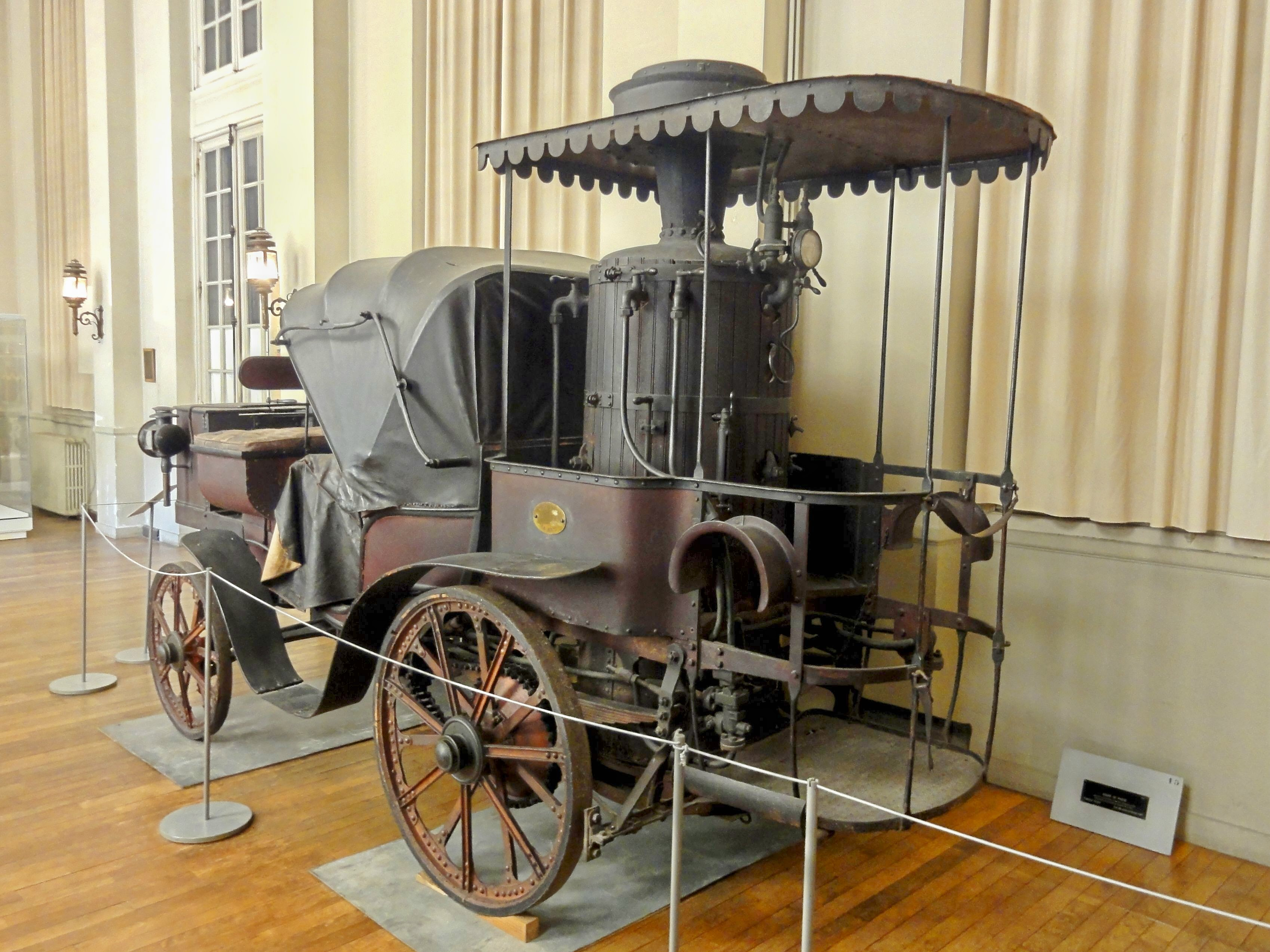
Amédée Bollée père La Mancelle (1878); Blick von schräg hinten auf den Stand des Heizers
Der Fahrersitz ist vorn, die Passagiere sitzen sich mittig gegenüber; das Verdeck soll auch vor Funken und Kohlestaub schützen

Amédée Bollée (1844–1917), Sohn des Glockengießers Ernest-Sylvain Bollée, war ein französischer Glockengießer und Automobilpionier aus Le Mans, der 1873 in seinem Unternehmen sein erstes Dampfauto, die Gehorsame („l'Obéissante“), konstruierte. Damit fuhr er 1875 in 18 Stunden von Le Mans nach Paris, wofür er unterwegs 75 polizeiliche Verwarnungen bekam. Weitere Fahrzeuge nannte er „die aus Le Mans“ („La Mancelle“), die Schnelle, die Neue. Die La Mancelle von 1878 ist mit einiger Sicherheit das erste Motorfahrzeug, bei dem der Antrieb vorn unter einer Motorhaube untergebracht war und mit einer Kraftübertragung mittels Kardanwelle auf Stirnräder und von da mit Ketten auf die hinteren Räder. Außer dem fehlenden Getriebe ist dies die Anordnung des wegweisenden, von Emile Levassor 1891 erfundenen System Panhard.
Mit 50 Exemplaren war La Mancelle auch das erste in Serie gebaute Dampfautomobil.
Eine schwerere Weiterentwicklung war La Marie-Anne, eine gewaltige Maschine mit 100 PS, die 35 Tonnen über eine Steigung von 6 Prozent ziehen konnte. Sie hatte ein Dreiganggetriebe und einen Tender für Kohle und Wasser, dessen Räder zusätzlich angetrieben waren. Bollée entwarf daraus auch eine Artilleriezugmaschine, an der die französische Armee allerdings nicht interessiert war.
Amédée Bollée père überließ die Autoproduktion 1880 seinen Söhnen Léon und Amédée fils. Nur letzterer baute bis 1881 noch einige wenige Dampfwagen, danach stellten beide Automobile mit Ottomotoren her.
Der Ingenieur Léon Le Cordier erwarb von Bollée eine Lizenz zur Auswertung der Antriebstechnik von „l'Obéissante“. Er plante die Einrichtung öffentlicher Verbindungen mit Dampfwagen nach englischem Vorbild, doch das Projekt scheiterte schon früh, nicht zuletzt an lokalem behördlichem Widerstand.
Gemeinsam mit A. Dalifol konstruierte Bollée einen Schienenbus mit Allradantrieb mittels Kardanwelle für die Compagnie des Omnibus de Paris, der mit einer Vorrichtung zum Aus- und Eingleisen sowie einer Allradlenkung kurze Strecken ohne Schienen fahren konnte.
Dalifol baute überwiegend Straßenbahnen, aber von 1895 bis 1899 auch Straßenfahrzeuge. Um 1895 bis etwa 1900 arbeitete Dalifol an einer Weiterentwicklung des Dampfmotorrads von Heinrich und Wolfgang Hildebrand.

### Gardner-Serpollet Dampfkraftwagen

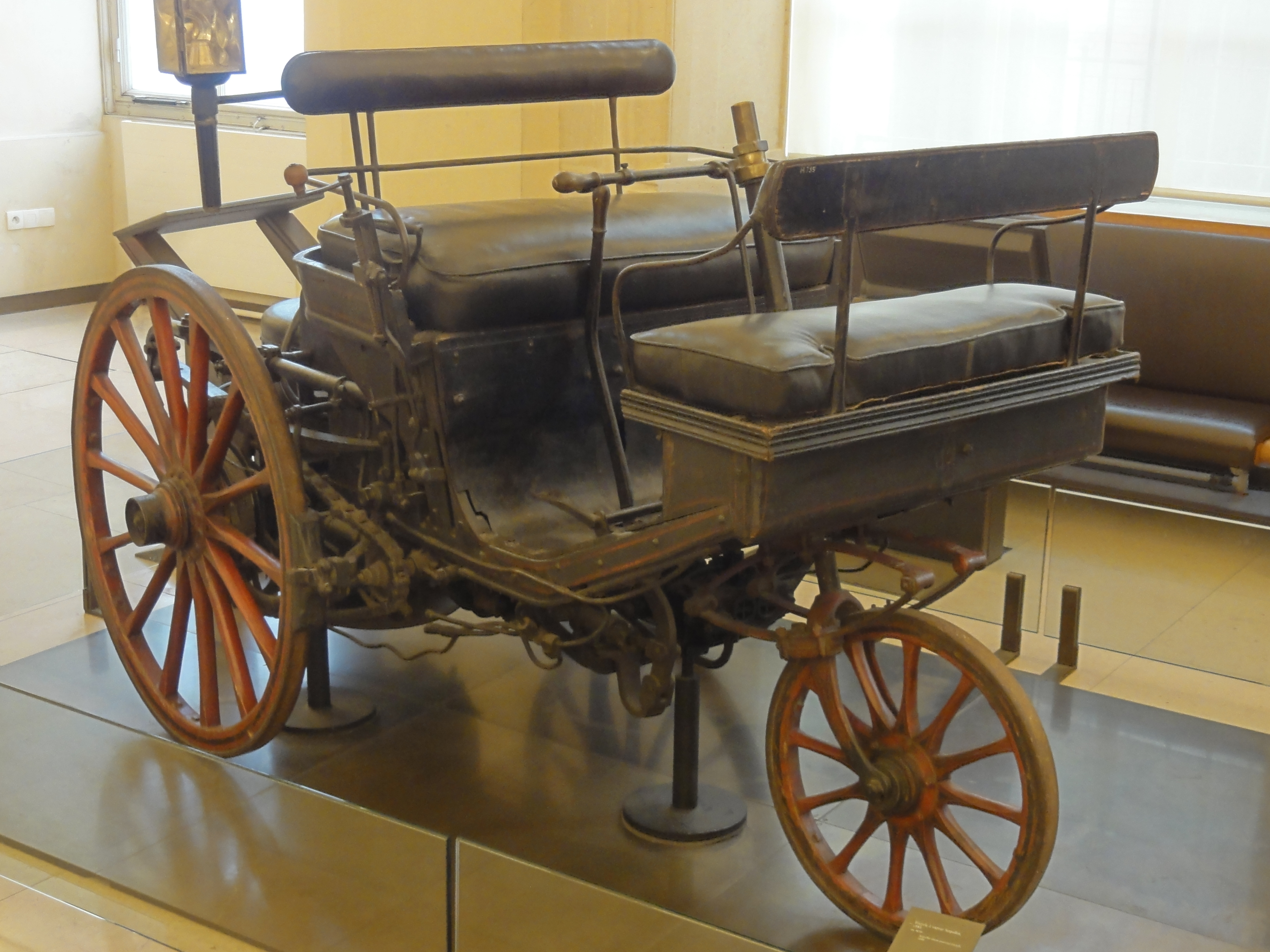
Serpollet-Dampfdreirad, 1888
im folgenden Jahr von Peugeot als Typ 1 in Lizenz nachgebaut

Henri Serpollet (1848–1915) und sein Bruder Léon Serpollet (1858–1907) gründeten 1881 das Unternehmen Gardner-Serpollet zur Herstellung von Dampfwagen, das sich zunehmend auf Nutzfahrzeuge verlegte. 1888 wurde ein verbesserter Heizkessel patentiert, der zunächst nur so viel Wasser erhitzte, wie zum Anfahren benötigt wurde. Erst unterwegs wurde das übrige Wasser verdampft, wodurch die Startzeit stark verkürzt wurde. 1896 kam mit der automatischen Dosierung der Petroleumfeuerung eine weitere Verbesserung. Das Unternehmen fertigte auch Straßenbahnenwagen und zunehmend Omnibusse und andere Nutzfahrzeuge, ab 1900 als Gardner-Serpollet. Die Produktion endete 1907 mit dem Tod Léon Serpollets. Der erste Peugeot von 1889 war ein Dampf-Tricycle Lizenz Serpollet.

### De Dion, Bouton & Trépardoux

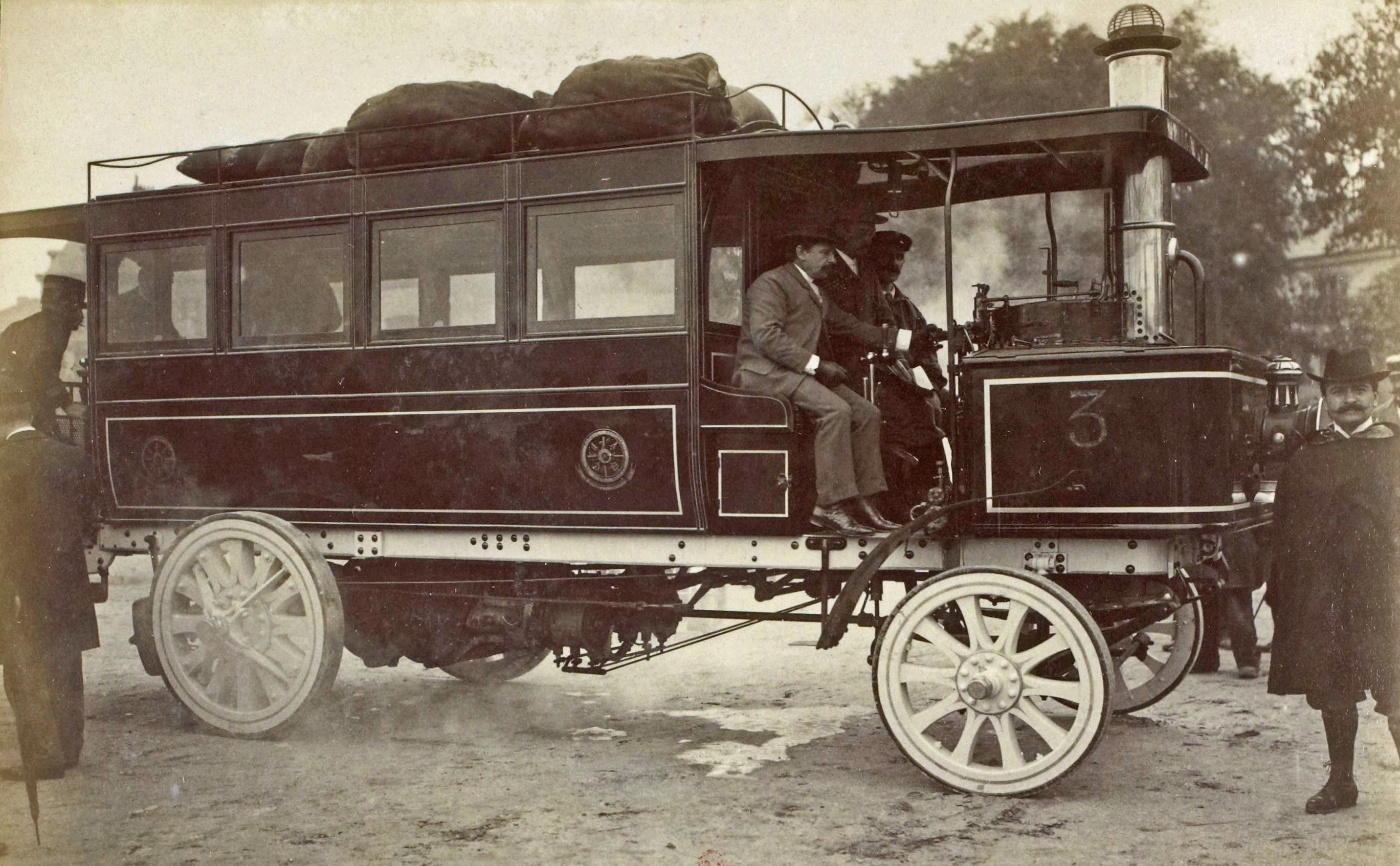
De Dion-Bouton Dampfomnibus, 1899
ähnlich dem für einen Londoner Verkehrsbetrieb; Georges Bouton am Lenker

Dem Mechaniker Georges Bouton (1847–1938) und dem Ingenieur Charles-Armand Trépardoux (1853–1920) gelang es mit finanzieller Unterstützung des Grafen Albert de Dion, einen kompakten, sicheren und schnell heizbaren Kessel zu entwickeln, der universell einsetzbar war. Zu seiner Vermarktung und zur Herstellung von Dampfmobilen gingen die drei 1884 eine Partnerschaft ein, aus der schließlich De Dion, Bouton & Trépardoux hervorging. Ihre De Dion-Bouton La Marquise war die einzige am Start erschienene Teilnehmerin an der Zuverlässigkeitsfahrt von Neuilly zum Bois de Boulogne und zurück, was als erster Motorsportanlass der Geschichte gilt. Der Graf gewann 1894 mit einem mit fünf Personen voll besetzten Remorqueur à vapeur mit „Victoria“- Anhänger die Wettfahrt Paris–Rouen fast wie eine Spazierfahrt vor zwei Benzinern, wurde aber wegen der „Unhandlichkeit“ des Fahrzeugs auf Platz 2 relegiert. Das Unternehmen baute auch schwere Nutzfahrzeuge und Omnibusse, unter anderem für Londoner Verkehrsbetriebe, ehe allmählich auf Benzinmotoren umgestellt wurde. Die Sociéte de Chaudières et de Voitures à Vapeur in Paris baute ihre schweren Nutzfahrzeuge mit Dampfantrieb der Marke Scotte noch bis 1917; die ehemals übermächtige Konkurrenz von De Dion-Bouton und Serpollet hatte zu diesem Zeitpunkt längst umgestellt respektive aufgegeben.

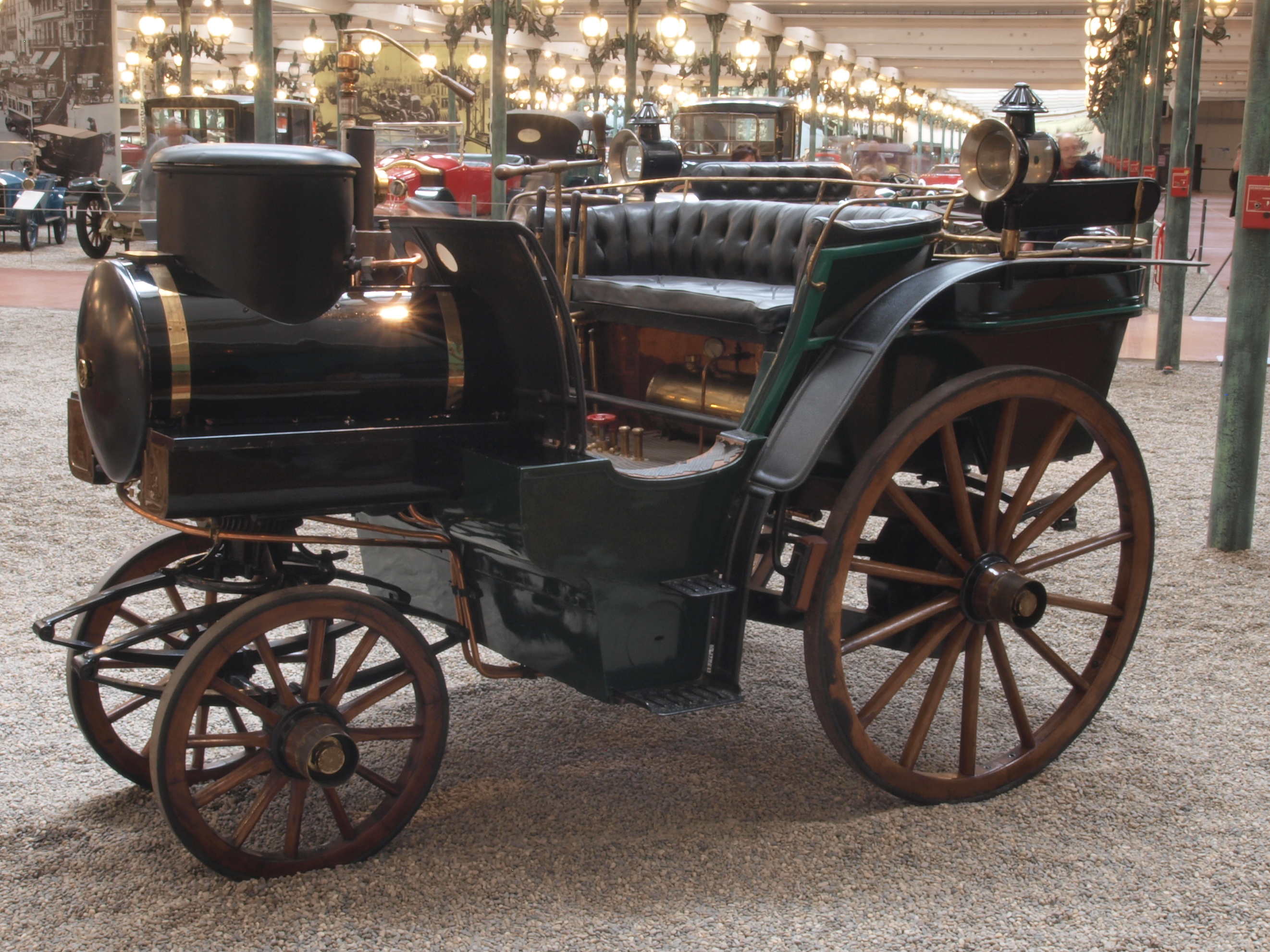
Jacquot Dampfwagen, 1878

Weitere französische Hersteller von Dampfwagen waren H. Brulé et Cie, Gillet-Forest, Jacquot und Secrétand Dampfwagen.

## Entwicklung in weiteren Staaten

### Deutschland und Österreich-Ungarn

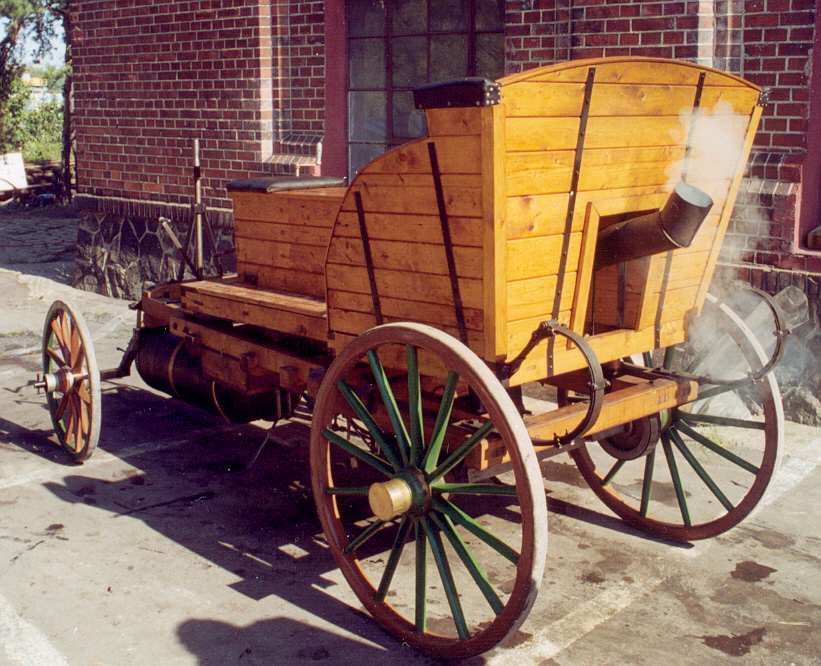
Nachbau des Dampfwagens von Josef Božek (1815)

Der tschechischstämmige Josef Božek (1782–1835) hatte bereits 1815 einen funktionstüchtigen Dampfwagen gebaut. Das Interesse daran war gering.
Ungeachtet der erwähnten Schrift des Ingenieurs Ritter von Baader erprobte man auch in Deutschland die Alltagstauglichkeit der Dampfwagen. Ein Weimarer Schlossermeister Roese stellte am 13. Mai 1846 seinen „Chaussee-Dampfwagen“ in der Innenstadt von Eisenach vor.
Die F. Wöhlert’sche Maschinenbau-Anstalt und Eisengiesserei in Berlin erwarb 1879 Nachbaurechte an zwei Konstruktionen von Amédée Bollée père, nämlich an der Dampfdroschke „La Mancelle“ und am Nutzfahrzeug „La Marie-Anne“; letztere indirekt über den Ingenieur Le Cordier und gemeinsam mit Berthold Arons, der Verbindungen zum Bankhaus Arons hatte. Le Cordier und Arons gründeten die Dampfwagen Centralgesellschaft, die ein öffentliches Bustransportsystem in Deutschland, Österreich-Ungarn, Russland und Schweden aufbauen sollte.
Von 1879 bis 1880 wurden in Berlin 22 Wöhlert-Bollée-Dampfdroschken und einige Busse sowie ein Dampfschlepper gebaut. Die Versuche endeten, nachdem die Stadtbehörden die Benützung öffentlicher Straßen untersagt hatten, weil die fast 5 Tonnen schweren Busse und Schlepper Schäden am Pflaster anrichteten. In der Folge mussten die Dampfwagen Centralgesellschaft und auch Wöhlert – zuvor schon angeschlagen – schließen. In Chemnitz betrieb Hermann Michaelis ab 1884 einen regelmäßigen Dampfomnibusbetrieb nach Altenhain.
Das erste dampfgetriebene Automobil des Königreichs Sachsen, der Schöche Dampfwagen Nr. 1, wurde 1895 produziert. Das Exemplar ist erhalten geblieben und befindet sich im Verkehrsmuseum Dresden.

### Schweiz:ThuryundNussberg

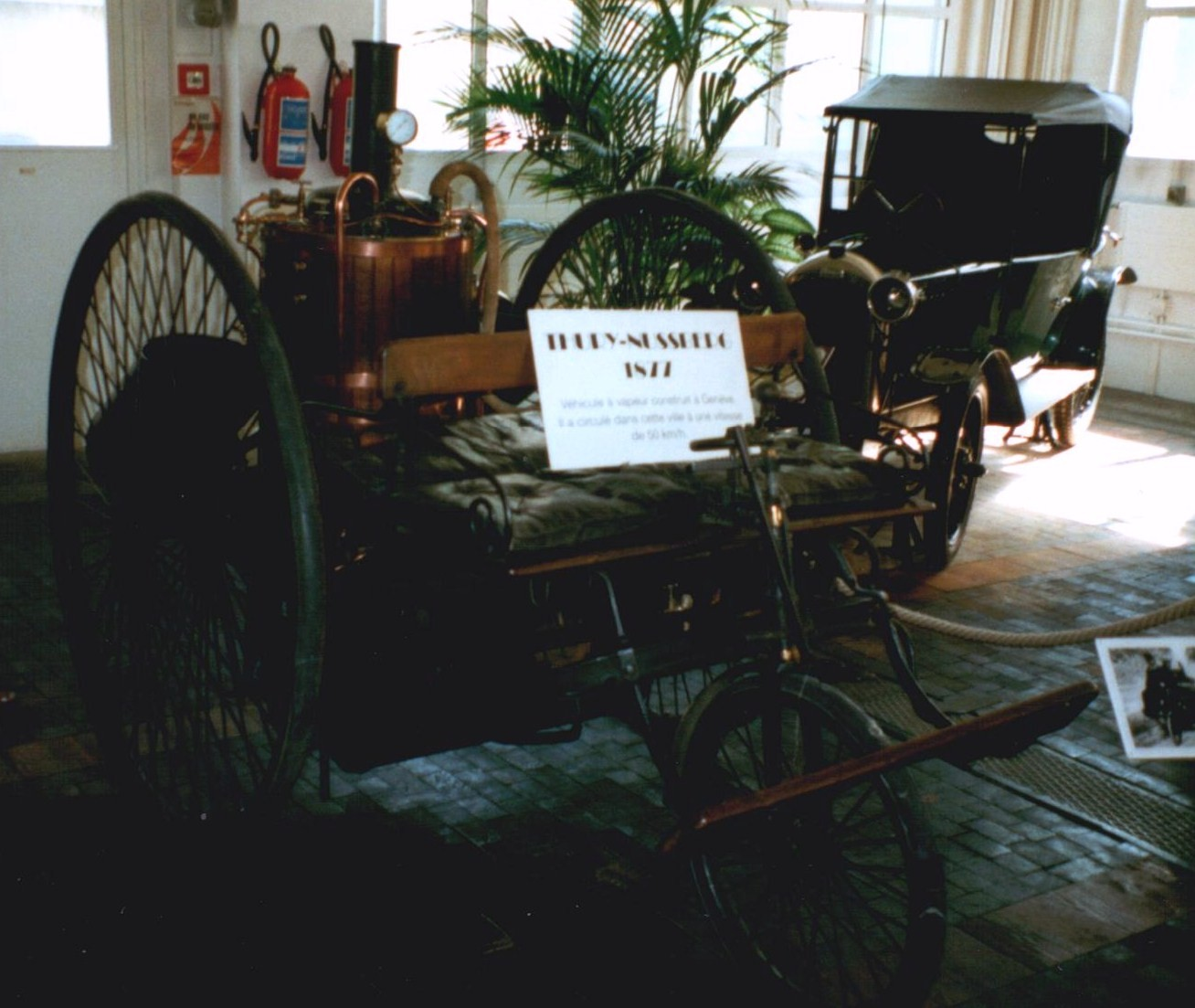
Thury-Nussberg Dampf-Tricycle, 1877

Im Jahr 1877 bauten die Schweizer René Thury und Nussberg ein Dampf-Tricycle. Das Fahrzeug ist erhalten geblieben.

### Vereinigte Staaten (USA)

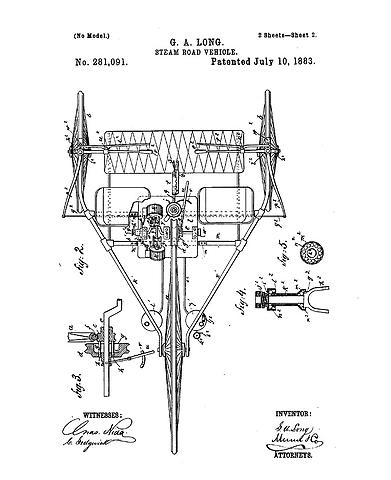
Patentzeichnung des Long-Dampfdreirads von 1883

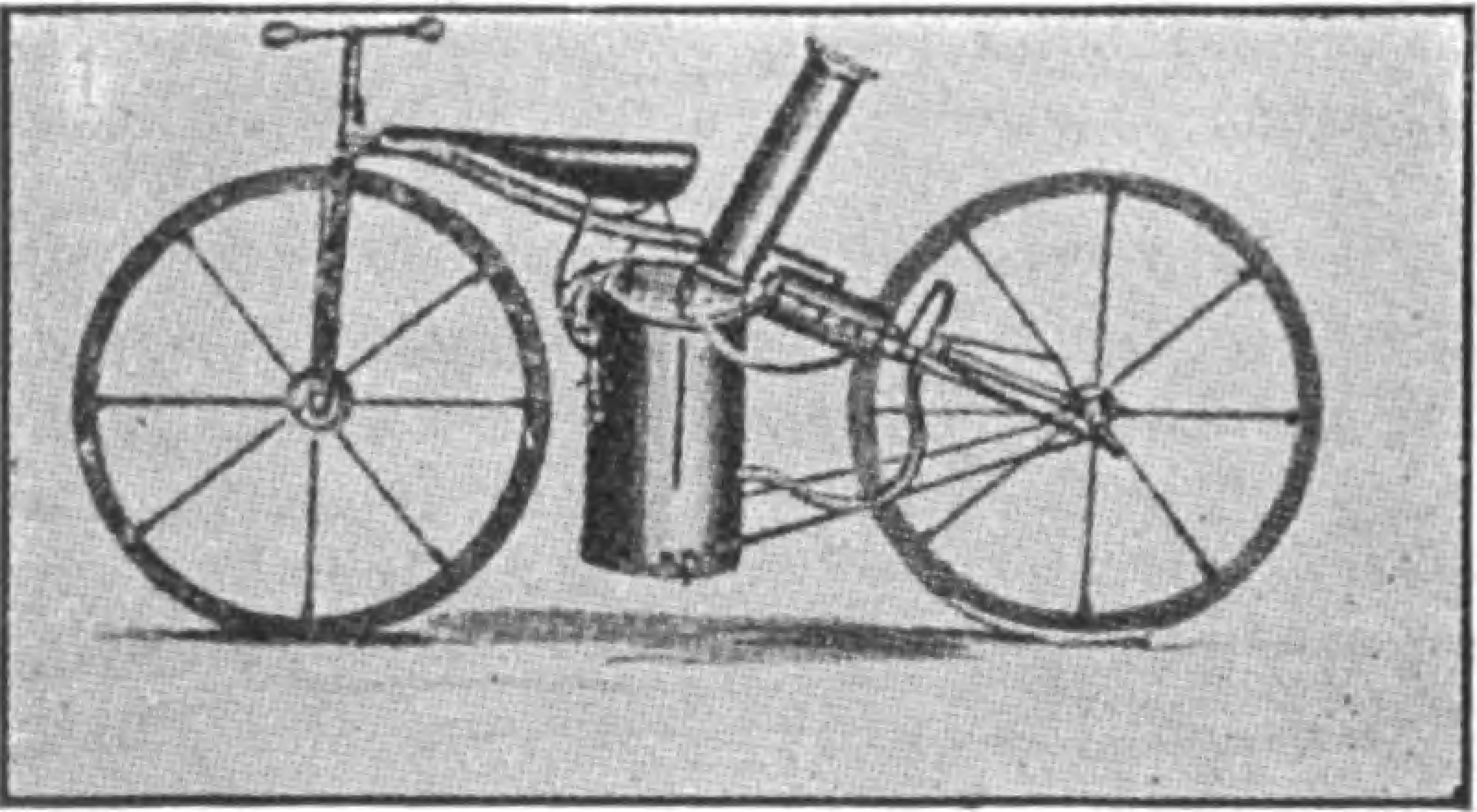
Roper Steam Velocipede, 1868; Zeichnung von 1921; das Baujahr ist nicht bestätigt.

Der Bau einzelner dampfbetriebener Straßenfahrzeuge ist in den USA seit den späten 1850er-Jahren belegt. Zu den Pionieren gehört zweifellos Richard Dudgeon (1819–?). Der begabte Mechaniker und Inhaber einer Werkstätte in Long Island baute 1853–1857 seinen ersten Dampfwagen, der bereits 1858 beim Brand einer Ausstellung in New York verloren ging. 1866 baute er einen zweiten, der einer Lokomotive nicht unähnlich sah und bis zu acht Passagiere zuverlässig beförderte. Einen funktionsfähigen Dampfwagen baute auch John J. Grant 1864 in Cleveland. Nachdem eine Frau und ein Kind bei einem Unfall verletzt wurden, verwendete Grant das Fahrzeug nie wieder. Sylvester H. Roper (1823–1896) aus Cambridge (Massachusetts) experimentierte 1867–1869 und 1886–1896 mit Dampfmotorrädern (und verunfallte dabei tödlich). Weil es kein Patent dazu gibt, ist das exakte Datum schwer zu ermitteln. Dokumentiert sind jedoch Jahrmarkt-Vorführungen in den 1860er- und 1870er-Jahren. 1880–1883 baute George A. Long ein funktionstüchtiges Dampf-Tricylce, das er 1883 patentierte.
Die Produktion auf wirtschaftlicher Basis begann in den 1890er-Jahren.

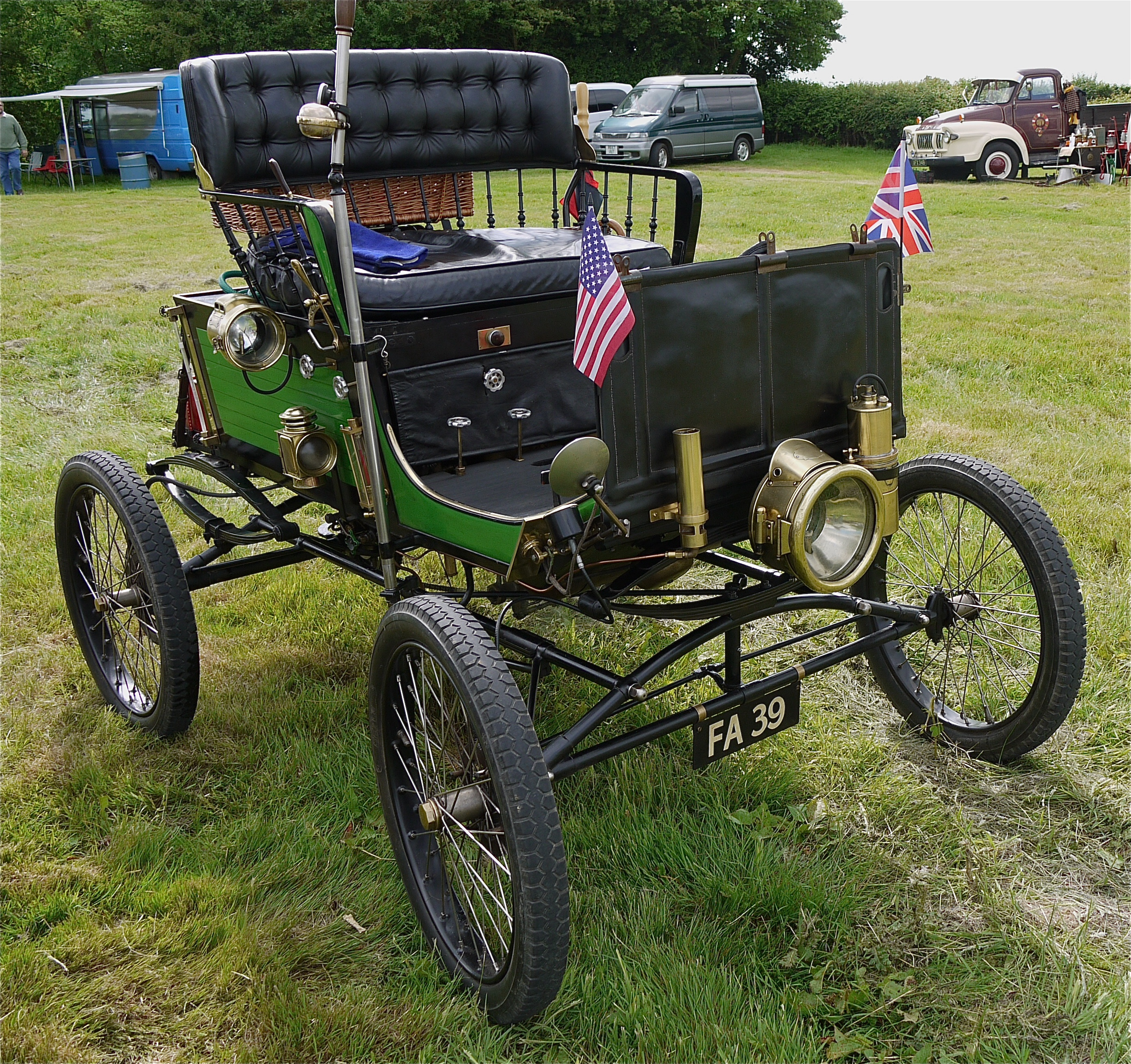
Locomobile Spindle Seat Runabout, 1900; einer der günstigsten in den USA gebauten „Steamer“

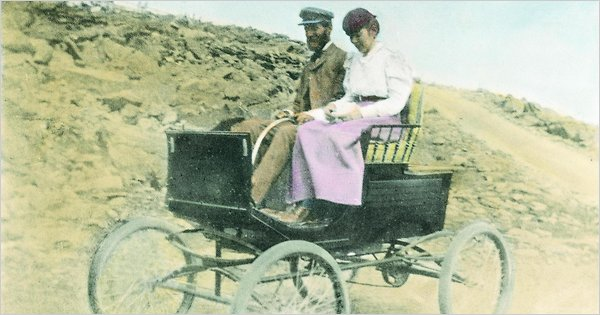
Stanley Steamer am Mount Washington: Das Erklimmen dieses Bergs war 1899 eine beachtliche Leistung.

Die Grundlagen lieferten Francis Edgar und Freelan O. Stanley, die um 1897 einen dünnwandigen und daher sehr leichten Kessel entwickelt hatten. Die erforderliche Druckfestigkeit erreichten sie, indem sie die äußere Hülle mit einem Netz aus Klavierdraht verstärkten. Später entwickelten sie eine Maschine, um dieses Flechtwerk anzufertigen. Die Dampfmaschine wog nur etwa 23 kg, der Kessel 22 kg. Dies erlaubte den Bau leichterer Dampfautos und damit eine preisgünstige Herstellung. Bei diesen frühen Dampfmobilen saß der Fahrer buchstäblich auf dem Kessel und dem darunter angebrachten Brenner. Die Dampfmaschine war vor dem Boiler untergebracht und trieb über eine mittig längs angeordnete Kette die Hinterachse an. Gefedert war nur die Vorderachse, diese aber mit gleich drei Querblattfedern, die über der Achse angebracht waren. 1898 verkauften die Stanleys ihr Unternehmen samt Patenten für die astronomische Summe von 250.000 US-Dollar, behielten aber die Rechte am Namen. Daraus entstand die Locomobile Co. of America, deren Produkte wegen ihrer nachlässigen Verarbeitung allerdings nicht den besten Ruf genossen. Immerhin wurde die Federung so weit verbessert, dass es nun zwei längs angeordnete Blattfedern hinten und eine einzelne Querblattfeder vorn gab. Eine große Zahl kleiner und kleinster Unternehmen kopierte das Stanley-Prinzip mit und ohne Lizenz.

#### Die Rekordhalter: Francis Edgar und Freelan O. Stanley und ihre Stanley Motor Carriage Company

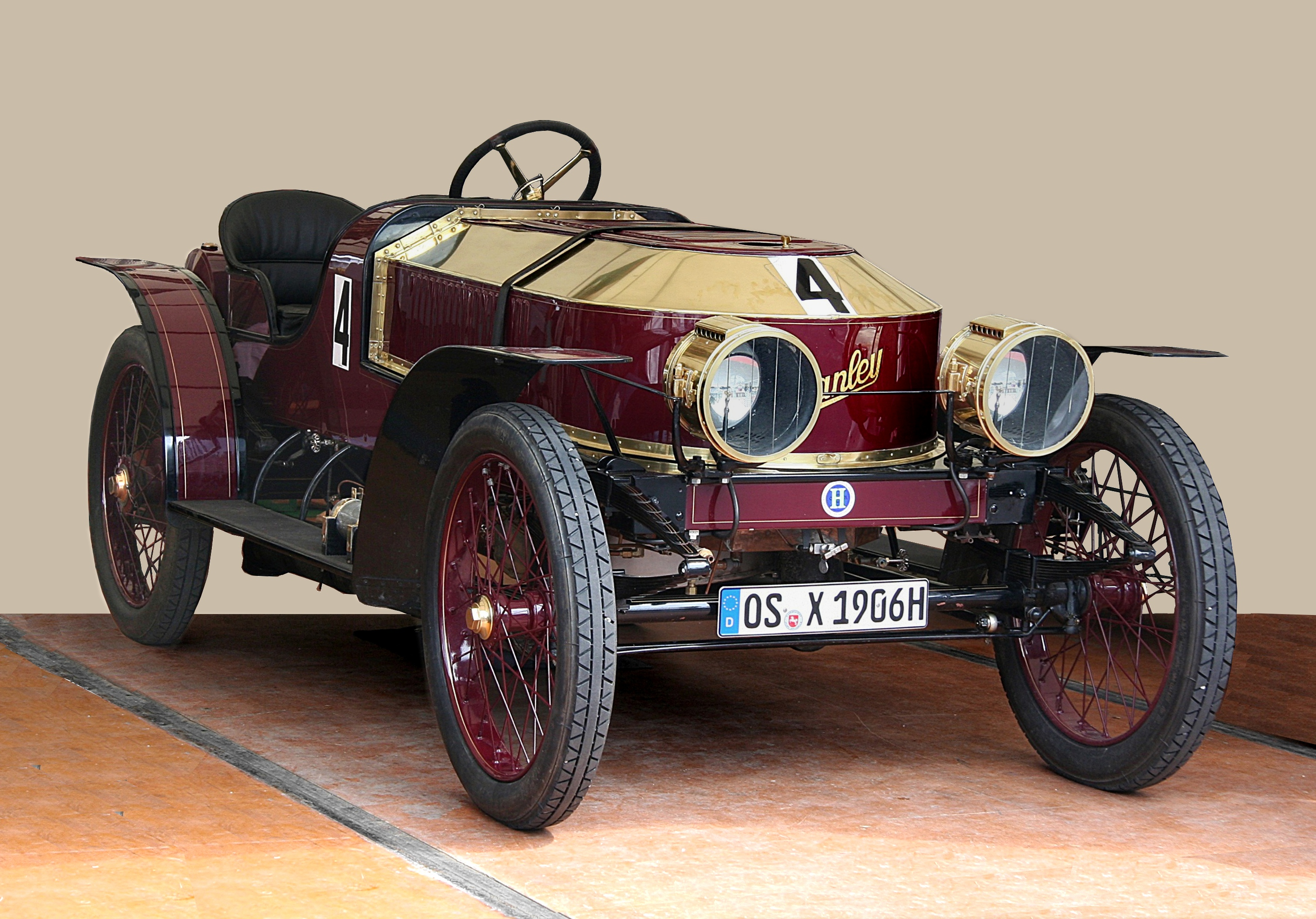
Stanley Gentleman’s Speedy Runabout, 1906

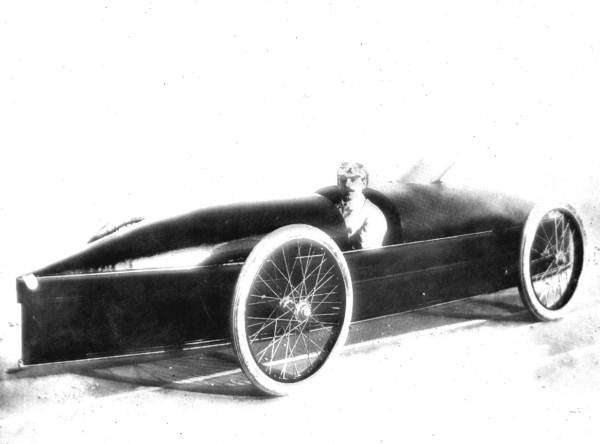
Fred Marriott mit dem Stanley Rocket, das erste Fahrzeug, das über 200 km/h fuhr

Die Stanley-Brüder arbeiteten auch nach dem Verkauf ihres Unternehmens an einem neuen Dampfautomobil. 1902 gründeten sie erneut ein Unternehmen zu dessen Herstellung. Es war gegenüber dem Locomobile deutlich weiter entwickelt, sodass ihre Stanley Motor Carriage Company sie anbieten konnte, ohne befürchten zu müssen, Locomobile-Lizenzen zu verletzen. Die Maschine war liegend direkt an der Hinterachse angebracht und übertrug die Kraft mittels Stirnradgetriebe. Die Federung war konventionell mit vier Blattfedern. Im gleichen Jahr kauften sie von Locomobile ihre alten Patente zurück – das Unternehmen stellte auf Ottomotoren um und wurde danach für eines der exklusivsten Autos der USA bekannt – um sie an die White Motor Company weiterzugeben. Die Stanleys selber brauchten sie nicht mehr. Eine neue Generation von Personenwagen mit dem Kessel im Bug erschien 1905.
Am 23. Januar 1906 stellte Fred Marriott mit dem von zwei Dampfmaschinen angetriebenen Rekordwagen Stanley Rocket auf dem Ormond Beach Racecourse (in unmittelbarer Nachbarschaft von Daytona Beach) den Geschwindigkeitsrekord für Landfahrzeuge auf 205,5 km/h ein. Der absolute Weltrekord hielt nicht lange, aber für Automobile mit Dampfantrieb blieb er bis 2009 bestehen, also über 100 Jahre lang. Gleichzeitig stellte Marriott vier weitere Weltrekorde auf, darunter jenen über die schnellste Meile (28,33 Sekunden) und jenen über 5 Meilen. Letzterer fiel im Verlauf eines Rennens. Im folgenden Jahr verunfallte „Rocket“ ebenfalls in Ormond schwer; Marriott erlitt Verletzungen und das Fahrzeug wurde dabei zerstört.
Ab 1914 setzte auch Stanley auf Kondensatoren. Drei Jahre später verkauften die Brüder das Unternehmen. Nach dem Ersten Weltkrieg erhielten Stanley-Fahrzeuge Kondensatoren, die wie Wasserkühler konventioneller Autos aussahen. Stanley-Dampfwagen wurden bei stetig schwindenden Absatzzahlen noch bis 1927 weitergebaut. In der Werbung stellte das Unternehmen nicht ohne Stolz fest, dass nie ein Stanley-Kessel explodiert sei.

#### White Motor Company

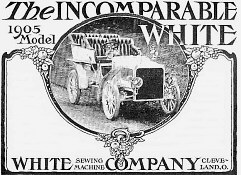
Anzeige für einen White von 1905

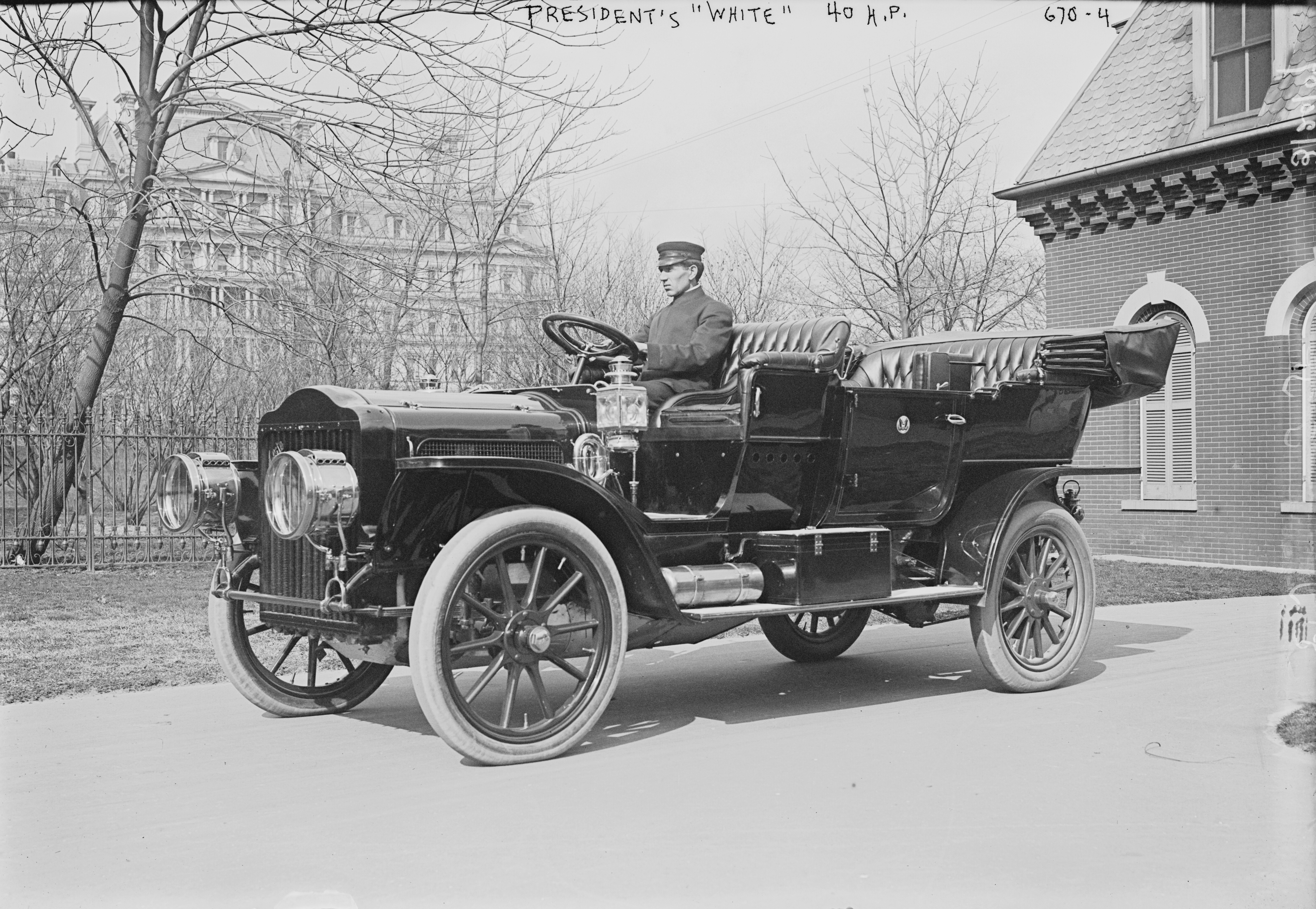
White Steamer Model G Touring, 1909: eines der ersten drei Automobile im Weißen Haus

Thomas H. White gründete 1876 die White Sewing Machine Co. in Cleveland, Ohio. Der Nähmaschinenhersteller stieg 1900, als Whites Söhne Windsor, Rollin und Walter in die Firma eintraten, in die Produktion von Automobilen mit Zweikolben-Dampfmaschinen und Kettenantrieb ein. Die Fahrzeugherstellung wurde 1902 unter dem Namen White Company rechtlich verselbständigt und entwickelte sich sehr erfolgreich. In den nächsten Jahren wurden rund 10.000 dampfgetriebene Automobile hergestellt, bei einem wachsenden Anteil von Benzin- und Nutzfahrzeugen. Die erworbenen Stanley-Patente spielten keine große Rolle; Rollin White war selber ein fähiger Konstrukteur. 1905 qualifizierte sich Walter White mit einem 40 PS White Steamer für den Vanderbilt-Cup auf Long Island (New York), fiel aber mit Reifenproblemen aus.
1906 belegte White den Rang 9 der größten US-Autobauer, Stanley folgte auf Platz 11. 1909 begann der Umstieg auf Fahrzeuge mit Ottomotoren. Als US-Präsident William Howard Taft (1857–1930) 1909 die ersten drei Automobile für das Weiße Haus bestellte – je ein Benzin-, Elektro- und Dampf-Fahrzeug, wählte sein Fahrer für letzteres einen White Steamer Model G. Das letzte Fahrzeug mit Dampfantrieb wurde 1911 hergestellt. Erst 1914 wurde die White Motor Company gegründet. Sie gab 1918 den Bau von Personenwagen auf und konzentrierte sich auf Nutzfahrzeuge.

## Kampf der Motor-Technologien
Bis in die 1910er-Jahre war keineswegs klar, ob sich Elektro-, Dampf- oder Verbrennungsmotoren (Benzin, Diesel, Gas) für den Straßenverkehr durchsetzen würde. Jeder Antrieb hatte spezifische Vor- und Nachteile:
- Dampfwagen beschleunigten nicht nur besser als Benzinfahrzeuge und boten auch sonst sehr gute Leistungen (oft wurden sie wegen ihrer Überlegenheit sogar von Rennen ausgeschlossen), waren zuverlässig und hatten die denkbar einfachste Nachfüllmöglichkeit: Wasser gab es überall aus Brunnen oder Viehtränken. Eine weitere Innovation war der um 1910 breit eingeführte Kondensator, der verbrauchten Dampf zu Wasser kühlt und in den Kreislauf zurückführt: Er erhöhte die anfängliche Reichweite der Wasserfüllung beträchtlich und machte das Fahrzeug auch leiser.[41] Zudem funktionierte der Brenner mit praktisch jedem Treibstoff; zuletzt wurde überwiegend bequem verfügbares Kerosin bzw. Heizöl verwendet. Nachteilig war die oft lange Vorheiz-Zeit: Bis der Boiler auf Betriebstemperatur gebracht war, dauerte es bis zu einer halben Stunde. Dazu waren Dampfwagen meist schwer, teuer in der Herstellung und erforderten mehr Handgriffe beim Fahren. Obwohl Kesselexplosionen praktisch nicht mehr vorkamen, gab es in der Bevölkerung dennoch Misstrauen gegen die Technik und der Umgang mit dem Brenner konnte durchaus zu Verletzungen führen.
- Elektrofahrzeuge waren leise und sehr einfach zu bedienen, aber wegen ihres durch die Akkukapazität beschränkten Aktionsradius nur in Städten zu nutzen. Sie behaupteten sich eine Zeit als Taxis in Ballungsräumen, wo ein Netz von Servicestationen bestand, wo meist entladene Akkumulatoren gegen volle getauscht wurden, statt langes Aufladen abzuwarten. Das System machte den Besitz eines Elektrowagens unwirtschaftlich. Die verbreitete Miete, die eine bestimmte Zahl von Austauschzyklen pro Monat einschloss, setzte sich bei Privatkunden nicht durch.
- Benzinbetriebene Fahrzeuge waren vergleichsweise zuverlässig und sparsam, andererseits aber auch laut und geruchsintensiv. Außerdem war sowohl die Kraftstoffversorgung als auch deren Qualität anfangs oft problematisch. Nicht zu unterschätzen sind auch die Auswirkungen des Selden-Patentstreits, in dem es um ein Universalpatent auf Automobile mit Verbrennungsmotoren ging: Die Promotoren um den Anwalt und Erfinder George Baldwin Selden (1846–1922) bedrohten nicht nur die Hersteller solcher Fahrzeuge mit Patentklagen, sondern auch die Käufer. Das mag durchaus den einen oder anderen bewogen haben, auf Dampf- oder Elektroantrieb auszuweichen, die von der Klage nicht bedroht waren. Der Streit wurde jahrelang erbittert geführt und schadete der Autoindustrie massiv.[42]

Im Jahr 1900 wurden in den USA rund 4200 Automobile gebaut. Davon wurden 1572 mit Strom betrieben, 1600 mit Dampf und 1028 hatten einen Verbrennungsmotor oder ein anderes Antriebskonzept. Von etwa 200 Herstellern, welche ein mehr oder weniger ausgereiftes Konzept anzubieten hatten, überlebte nur eine Handvoll bis 1920.
Der Kampf um die Vorherrschaft wurde letztlich durch zwei Entwicklungen zu Gunsten des Ottomotors entschieden:
1. Der elektrischen Anlasser, den Charles F. Kettering ab 1909 zu einem funktionierenden System entwickelt hatte, ersetzte zunehmend das umständliche Starten des Motors mittels Kurbel: 1912 wurde er von Cadillac erstmals in einem Serienwagen verwendet.[43] Bis 1920 setzt der elektrische Anlasser sich in den USA durch, etwas später auch in Europa.
2. Der allmähliche Aufbau eines Tankstellennetzes war ein wesentlicher Faktor zugunsten des Verbrennungsmotors.

Zu kämpfen hatten Dampfwagen auch mit oft hohen administrativen Hürden und unterschiedlicher Gesetzeslage: Wer einen Dampfkessel betreibt, braucht eine Genehmigung. In Deutschland war dazu bereits 1866 die Gesellschaft zur Ueberwachung und Versicherung von Dampfkesseln gegründet worden, aus der der TÜV hervorging; in Großbritannien gab es eine solche Einrichtung schon früher. Zu den strengen Auslegern gehörte etwa der Staat New York, der bei der Lizenzvergabe keinen Unterschied machte, ob es um eine Anlage für einen Industriebetrieb, einen Kessel für eine Dampflokomotive, oder eben um ein Dampfautomobil ging. Dazu kam ein psychologisches Hindernis: Viele Menschen fürchteten sich vor einer Dampfkesselexplosion, obwohl dieses Risiko für nach 1890 gebaute Fahrzeuge kaum noch bestand.

## Dampflastwagen in Europa

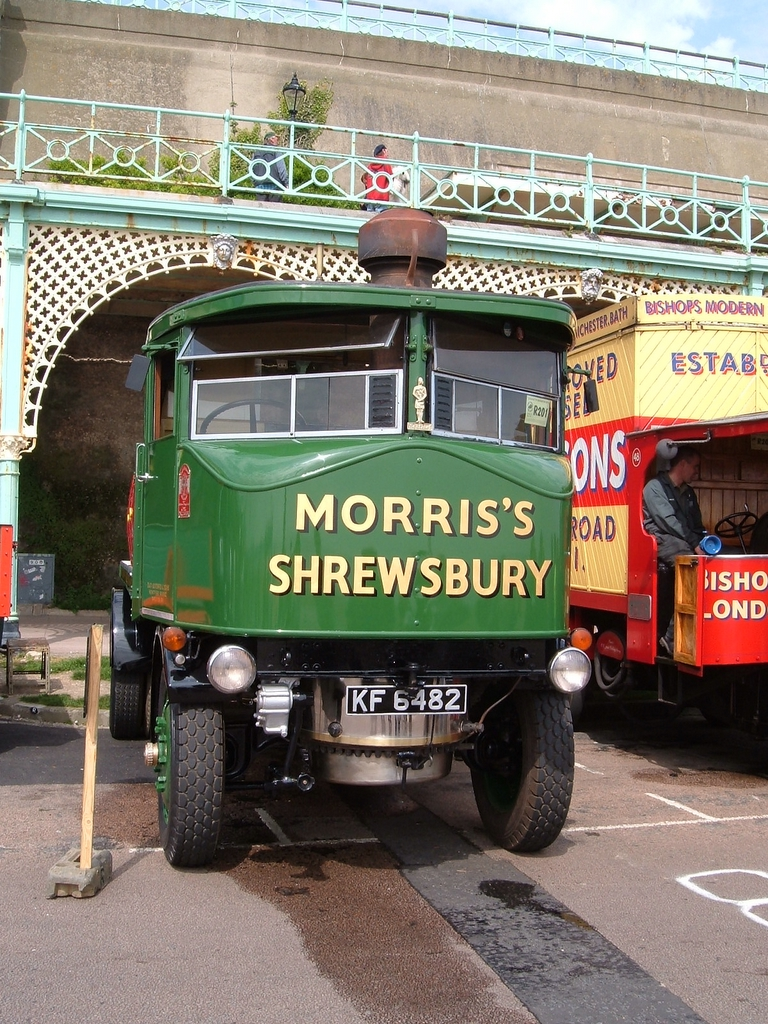
Sentinel DG 4

Bereits 1880 stellte Hermann Michaelis in Chemnitz Dampflastwagen mit einer Leistung von 400 PS her. Im Nutzfahrzeugbau und der Landwirtschaft hielt sich der Dampfantrieb länger als im Personenwagenbau. Diese Entwicklung zeichnete sich früh ab. Serpollet ging 1906 auf ein Joint-Venture mit Darracq zur Produktion von Dampf-Lkw und vor allem Omnibussen ein, die auch im Vereinigten Königreich Absatz fanden. Andere französische Hersteller waren Scotte und Chaboche.
In den 1920er-Jahren wurden dampfgetriebene Lastkraftwagen in England u. a. von den Firmen Sentinel, Shrewsbury, Shropshire, sowie Richard Garrett & Sons, Leiston, Suffolk und auf dem europäischen Kontinent (in Lizenz von Sentinel) von Škoda-Pilsen hergestellt. Sie zeichneten sich durch hohe Robustheit und niedrige Betriebskosten aus und wurden bis in die 1950er-Jahre benutzt.

### Gebrüder Doble

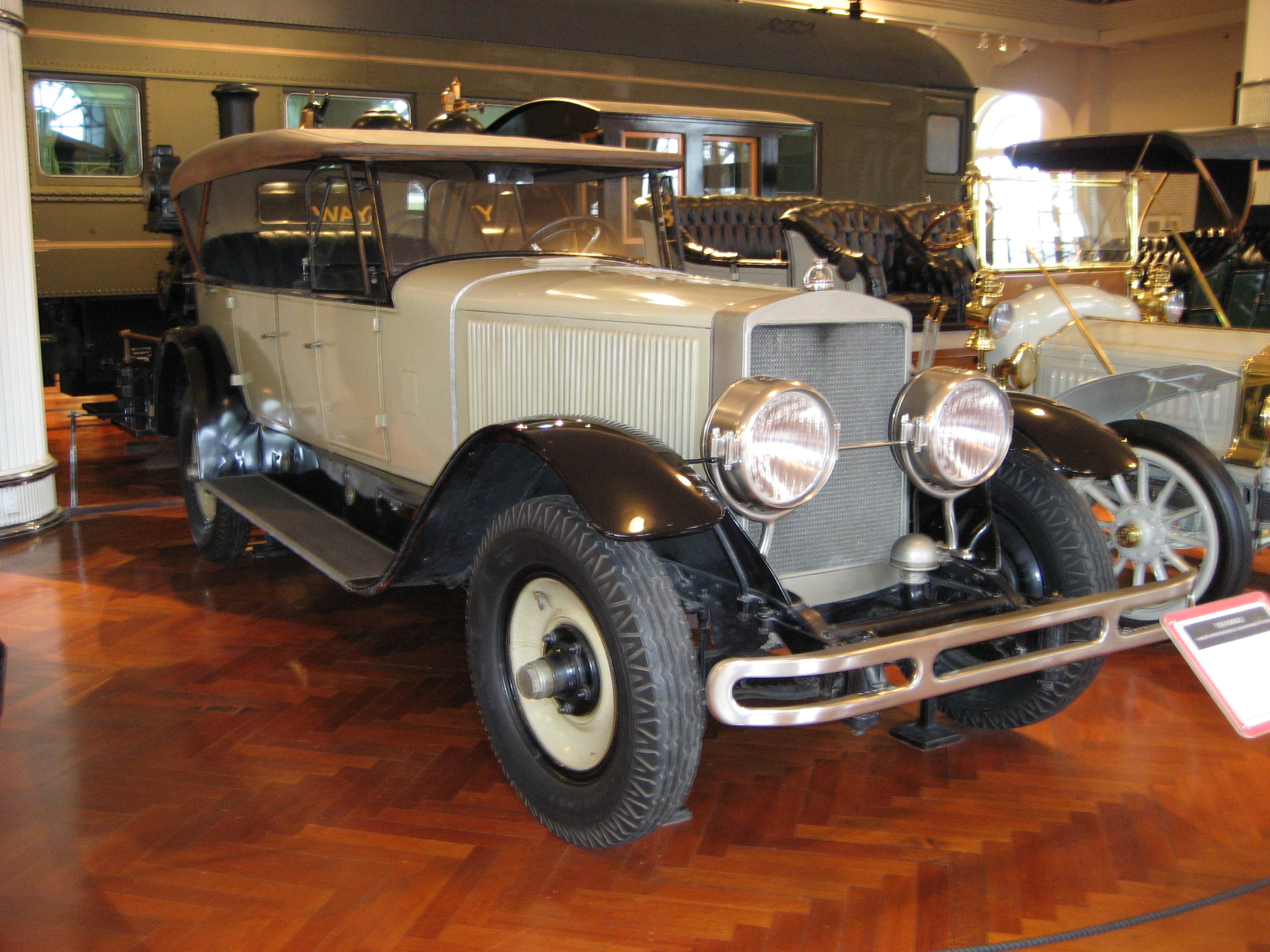
Doble Series E Phaeton, 1924, im Henry-Ford-Museum, Dearborn

Perfektioniert hatte das Dampfauto vor allem Abner Doble (1895–1961), teilweise mit Hilfe seiner Brüder John und Warren. Ab 1910 entstanden Prototypen und kleinste Serien. Der Markenname Doble findet sich an verschiedenen Projekten und wurde von mehreren Unternehmen verwendet, an denen Abner Doble beteiligt war. Am bekanntesten sind die von der Doble Steam Motors Corporation in San Francisco und vor allem in Emeryville (Kalifornien) von 1923 bis 1931 gebaute Series E. Allerdings waren diese Fahrzeuge sehr teuer (etwa 30 Mal so teuer wie ein Ford T) und ein Markt dafür bestand praktisch nicht. Die Produktion sollte im Sommer 1929 richtig anlaufen, also unmittelbar vor dem großen Börsencrash, durch den ein Großteil der potentiellen Kunden ihr Vermögen verlor. Nur 45 Fahrzeuge wurden hergestellt, von denen noch vier oder fünf fahrtüchtig sind. Sie gelten als die technisch ausgereiftesten Fahrzeuge dieser Art. Die Brüder Doble eliminierten einen Nachteil des Dampfantriebs (nur 30 Sekunden Vorheizzeit auch bei Temperaturen unter 0 °C) und bauten Luxusfahrzeuge von rund drei Tonnen Gewicht, die in 15 Sekunden von 0 auf 100 km/h beschleunigen konnten. Erwähnenswert ist auch, dass die heute noch fahrtüchtigen Dobles aufgrund der sehr sauberen äußeren Verbrennung in Dampfsystemen moderne Abgasvorschriften einhalten können – und das ohne Katalysatoren oder Rußfilter. Zu den Doble-Besitzern gehörte unter anderen der US-Film- und Flugzeugunternehmer Howard Hughes.
Warren und Abner Doble arbeiteten später als Berater für Dampfsysteme in den USA und in Europa, unter anderem bei Henschel & Sohn in Kassel.

### Dampfwagen in Deutschland und Frankreich ab den 1930er-Jahren
1931 kaufte Henschel & Sohn einen amerikanischen Dampfwagen des Typs Doble F-35 und schloss 1932 einen Vertrag mit der Firma Doble über die Entwicklung eines Dampflastwagens und eines Dampfomnibusses. Nach der Erprobung der Dampfmotoren in Booten und Schienenfahrzeugen wurden die ersten Dampfmotoren mit 110 und 150 PS für Lastwagen gebaut. 1934 waren die ersten Busse fertig und wurden in Wuppertal und in Dresden bei den Verkehrsbetrieben erprobt.
Die Omnibusse waren Haubenfahrzeuge, der Dampfkessel mit einer Heizfläche von 9 m² befand sich unter der Motorhaube, der Dampfmotor war an der Hinterachse angebaut. Der Kessel konnte mit allen Sorten Öl betrieben werden. Diese Busse wurden mehrere Jahre erfolgreich betrieben. 1935 wurden drei weitere Busse gebaut, diesmal als Frontlenker mit dem Kessel im Heck. Diese Busse wurden an die Kasseler Transport AG, die Bielefelder Stadtwerke und die Bremer Vorortbahnen AG ausgeliefert. Die Busse erreichten eine Höchstgeschwindigkeit von 110 km/h.
1934 lieferte Henschel zehn Dampflastwagen an die Deutsche Reichsbahn, davon einen Dreiachser mit zwei Motoren zu je 150 PS und einem Kessel mit 15 m² Heizfläche. Diese Fahrzeuge waren bis 1942 in Betrieb. Insgesamt hat Henschel dreizehn Dampflastwagen gebaut.
Nach 1945 entwickelte der Diplomingenieur A. Simon in Berlin einen Lastwagen mit Vierzylinder-Boxermotor, der Dampfkessel, der mit Kohle befeuert wurde, war darüber angeordnet. Von der Firma Lenz und Butenuth in Berlin wurden von 1945 bis 1949 vier Versuchsfahrzeuge gebaut, darunter ein Ford BB. Als Antrieb diente ein umgebauter Ford-Motor.
Nach der Einstellung des Dampfwagenprojekts bei Henschel, hauptsächlich aufgrund der auslaufenden Subvention des Brennstoffs Braunkohlenteer, startete eine Weiterentwicklung des Doble-Systems bei De Dietrich in Reichshoffen im Elsass, vorangetrieben vom ehemaligen Henschel-Ingenieur Erwin Schwander (Sohn des ehemaligen Straßburger Bürgermeisters Rudolf Schwander). Dabei ging es um die Entwicklung eines Antriebssystems für Eisenbahn-Triebwagen, in Konkurrenz zu den von Bugatti für denselben Zweck an die französische Eisenbahn verkauften Bugatti-Reihenachtzylindermotoren. Als Referenzfahrzeug diente ein Bugatti 50T mit einem Reihen-Achtzylinder-Motor mit fünf Litern Hubraum. Bekannt ist, dass der Dampfwagen in nur einem Jahr (1938) 40.000 Testkilometer zurücklegte und dass sein Verbrauch bei 18 Litern Heizöl pro 100 Kilometer lag, gegenüber 25 Litern beim Bugatti. In ihrer Leistung und Gewicht (150 PS Dampf / 160 PS Benzin, 560 kg Dampf / 520 kg Benzin) waren die beiden Aggregate sehr ähnlich. Es handelt sich um einen der ganz wenigen bekannten ernsthaften Vergleiche, bei dem gleichwertige Technologie miteinander verglichen wurde und nicht alte Dampftechnik gegenüber modernen Verbrennungsmotoren. Die Entwicklungen wurden während des Krieges eingestellt, ein praktisch fertiger Triebwagen zerlegt, über ganz Frankreich verteilt und nach dem Kriegsende wieder zusammengebaut. Allerdings stornierte die französische Staatsbahn eine Bestellung von über 60 Fahrzeugen 1948 kurzfristig, so dass es bei dem einen Prototyp blieb. Die Versuchsfahrzeuge wurden schon 1944 bei einem alliierten Bombenangriff auf Reichshoffen zerstört.
In die heutige Zeit gerettet haben sich aus den Dampfautos neben den Schnellverdampfern (30 Sekunden vom kalten Zustand zum nötigen Betriebsdruck, Anwendungen vor allem in der chemischen Industrie) die automatischen Steuerungen für Ölheizungen, die auf Patente der Brüder Doble zurückgehen.

## Niedergang und langes Überleben in kleinen Nischen

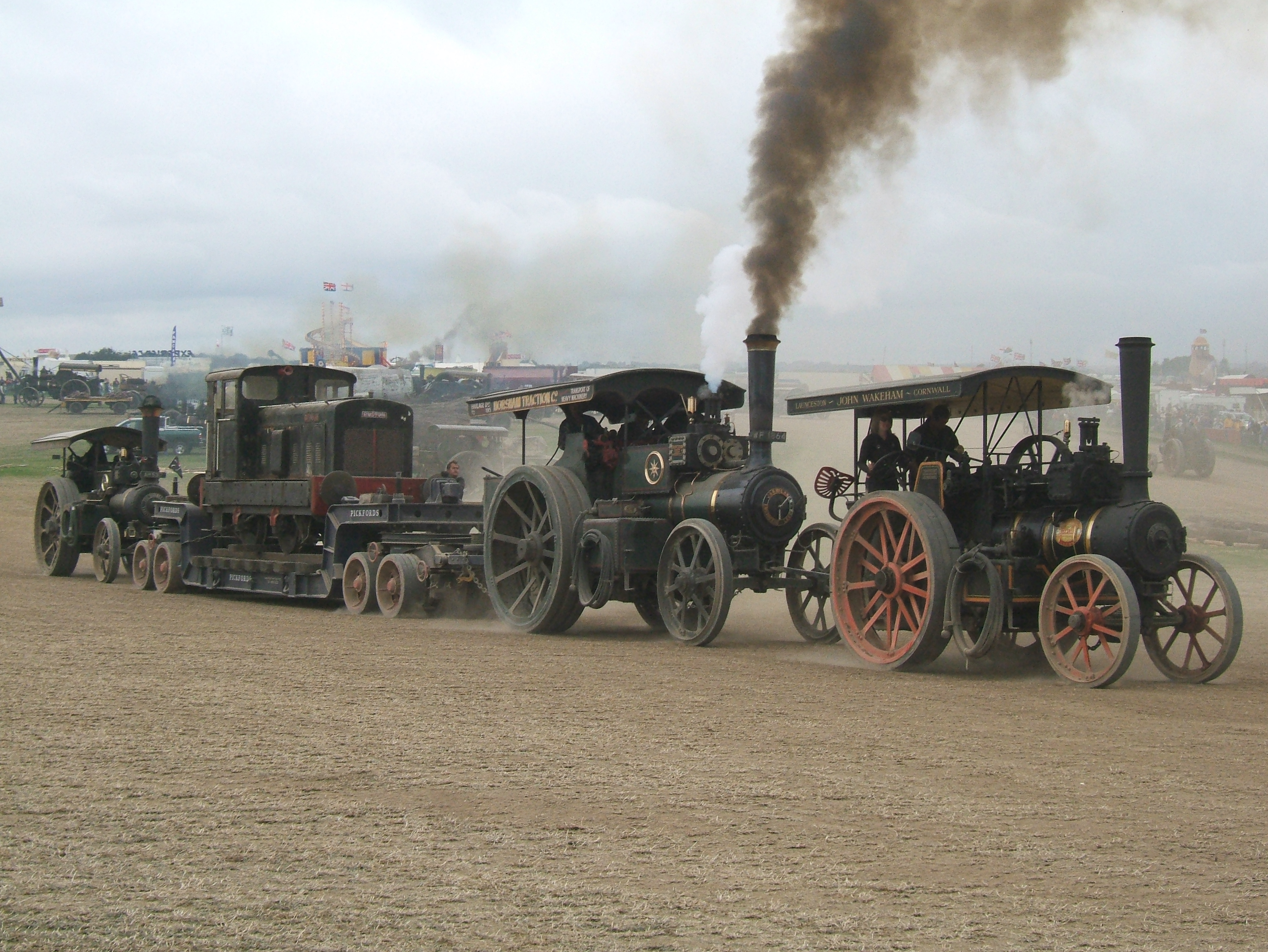
Kräftige Dampfzugmaschinen beim Schwertransport

Modell des sowjetischen NAMI-012 von 1949

Dampfwagen bildeten in der Zeit von etwa 1890 bis 1920 eine ernstzunehmende Konkurrenz gegenüber dem benzinbetriebenen Automobil, waren sie doch zuverlässiger und kamen ohne das damals schwierig zu bedienende Getriebe oder eine verschleißanfällige Kupplung aus. Erst danach wirkten sich der hohe Brennstoff- und Wasserbedarf, das hohe Gewicht und die Vorlauf-Wartezeiten zum Druckaufbau im Vergleich zu benzinbetriebenen Automobilen nachteilig aus. Noch bis vor dem Zweiten Weltkrieg waren selbstfahrende Lokomobile – Zugmaschinen mit Dampfantrieb – gängige Fahrzeuge zum Transport von Zirkus-, Kirmes- und Schausteller-Ausrüstungen. In den 1930er-Jahren entstanden vereinzelt leichte Dampfwagen mit Ölfeuerung. Äußerlich war ihnen der besondere Antrieb kaum anzusehen. Die Technik entsprang den amerikanischen Öldampf-PKW der Gebrüder Doble. Die Entwicklungen wurden in den späteren 1930er-Jahren von der Firma Henschel & Sohn aus Kassel in Lizenz genommen. Dort wurden bis 1936 Dampf-Lastkraftwagen und Dampfomnibusse gefertigt, denen aufgrund steigender Heizölpreise jedoch keine Zukunft gegeben war.
Nach dem Krieg wurde der Dampfkraftwagen aus Gründen der angespannten Treibstofflage für Verbrennungsmotoren wieder interessant und es gab einige Neukonstruktionen. In der DDR wurde 1951 die vergleichsweise moderne Straßen-Dampfzugmaschine DW 65 konstruiert, die mit den althergebrachten Lokomobilen nichts mehr gemein hatte und international für Aufsehen sorgte. Man versprach sich von Dampfkraftwagen eine Verbesserung des Güternah- und Schwerlastverkehrs auf Straßen. Unter anderem wegen eines nicht unter Kontrolle zu bringenden Funkenflugs waren diese Fahrzeuge aber nicht im öffentlichen Straßenverkehr einsetzbar. In der Sowjetunion wurde nach dem Krieg der Dampf-Lastwagen NAMI-012 entwickelt, der als Brennmaterial mit grob zubereitetem Holz auskam. Der Fahrer konnte den Kraftstoff in den Wäldern Sibiriens notfalls selbst schlagen. Noch länger waren Dampfwagen im Einsatz als Straßenwalzen. Die letzten Dampfwagen in Deutschland baute in Form der Dampfwalzen bis in die 1950er-Jahre die Firma B. Ruthemeyer in Soest.
Am längsten wurden Dampflastwagen in Großbritannien gebaut, etwa von Leyland Motors, der auch Fahrzeuge mit Verbrennungsmotoren herstellte. Im Jahre 1951 liefen etwa 100.000 Dampflastwagen im Speditionsverkehr Englands.

## Moderne Dampfwagen

### Unrealisierte Vision der Zeit der Atomeuphorie: der Ford Nucleon
In der Zeit der Atom-Euphorie der 1950er-Jahre entstand die Idee, mit kleinen Atomreaktoren nicht nur Schiffe und U-Boote, sondern auch Loks, Flugzeuge und Straßenfahrzeuge zu betreiben. Wegen der Notwendigkeit der Abschirmung der Neutronenstrahlung, die etwa 100 Tonnen Material erfordert, war dies für Autos unrealistisch, aber für den Fall, dass bessere Abschirmungen gefunden werden sollten, erdachte Ford den Ford Nucleon, bei dem ein Kernreaktor die Hitze für einen Dampfantrieb liefern sollte.
Zu dieser Zeit experimentierte Ford auch mit einer konventionellen Dampfmaschine. Mindestens eine, geliefert von der Williams Engine Co. lief in einem Ford Fairlane. Das Programm wurde offenbar in Zusammenhang mit den finanziellen Wirren im Konzern zu dieser Zeit aufgegeben.

### Versuche der Wiederbelebung
In den späten 1960er-Jahren wurden dem Dampfwagen wahre Wunder zugeschrieben: Ohne Vergaser, Auspufftopf, Kupplung oder Getriebe wäre er zusätzlich energiesparender und verursache weniger Rauch, da die Verbrennung vollständiger abläuft. Es gab wohl Gespräche bezüglich Testläufen mit mehreren Hochleistungsdampfwagen bei der California Highway Patrol, jedoch gibt es keine Belege, dass diese tatsächlich durchgeführt wurden und bei der California Highway Patrol kamen nie Dampfwagen zum Einsatz.
Auch General Motors (GM) führte zu dieser Zeit Versuche durch. Belegt ist der Bau von mindestens zwei Dampfautos. Das eine (SE-124) basierte auf einem Chevrolet Chevelle von 1969. Die Dampfmaschine kam von Besler Developments. Sie war eine Weiterentwicklung des Doble und leistete 50 bhp (37 kW). Das Konzept war auf Alltagstauglichkeit ausgerichtet. Der Chevrolet hatte die in den USA übliche Komfortausstattung; möglichst viele Komponenten des Serienfahrzeugs wurden verwendet. Ein zweites Fahrzeug (SE-101) stellte die Pontiac Division. Der Grand Prix des gleichen Modelljahres erhielt eine 160 bhp (116 kW) starke Maschine von GM Research. Beide Fahrzeuge wurden nur zu Forschungszwecken gebaut. GM hielt fest, dass das im Grand Prix verwendete System über 200 kg schwerer war als ein Pontiac-V8-Motor, selbst in der Massenproduktion das Dreifache kosten würde als besagter V8, dabei weniger Leistung abgab und etliche Probleme bezüglich Gefrieren des Wassers, Wasserverbrauch sowie Korrosionsanfälligkeit hatte.

### Dampfauto-Geschwindigkeitsrekord von 2009
Anfang des 21. Jahrhunderts machte das Dampfauto mit dem 1906 vom Stanley Rocket Racer aufgestellten Geschwindigkeitsrekord von 205,5 km/h wieder Schlagzeilen: Um 2005 begannen Versuche, dessen Geschwindigkeitsrekord zu brechen, was 2009 gelang.

### Dampfwagen und Steampunk
Eine gewisse Wiederbelebung erfährt der Dampfwagen im Zuge der Steampunk-Bewegung in Form von künstlerisch aufgearbeiteten Einzelstücken. Die Gruppe Kinetic Steam Works setzen seit 2005 dampfbetriebene Traktoren und Loks wieder instand und präsentieren diese zum Beispiel beim Burning-Man-Festival in den USA den anwesenden Steampunks.

## Abbildungen

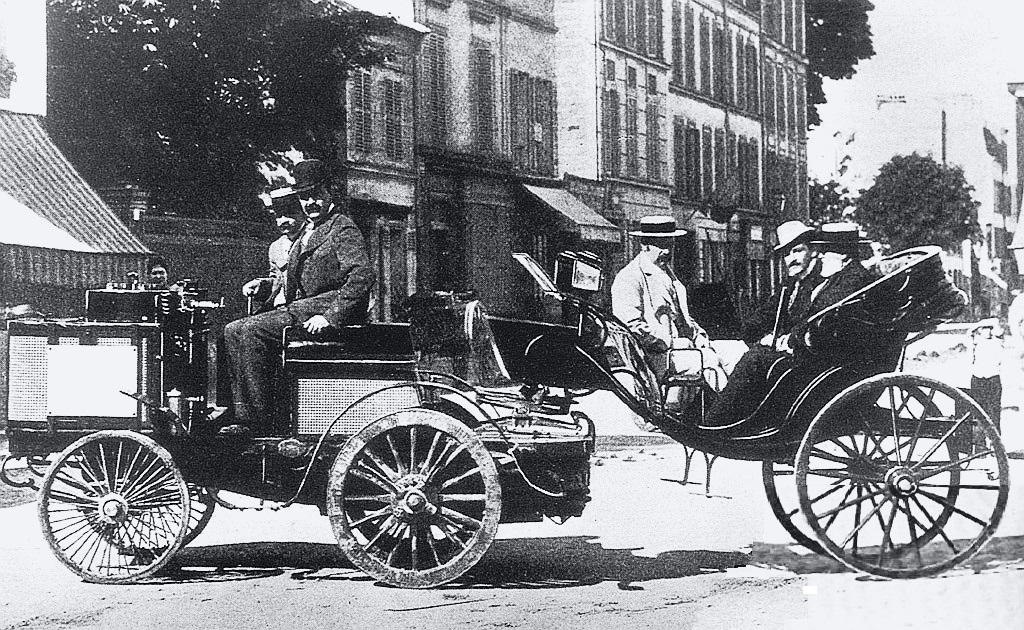
De Dion-Bouton Remiorqueur à vapeur mit „Victoria“-Anhänger (1893), aufgenommen anlässlich der Wettfahrt Paris–Rouen 1894
Waltham Steam 6 HP Stanhope, ca. 1902 bereits mit Kondensator und Rückwärtsgang wog nur etwa 300 kg
Toledo Steam dos-à-dos (USA, 1902)
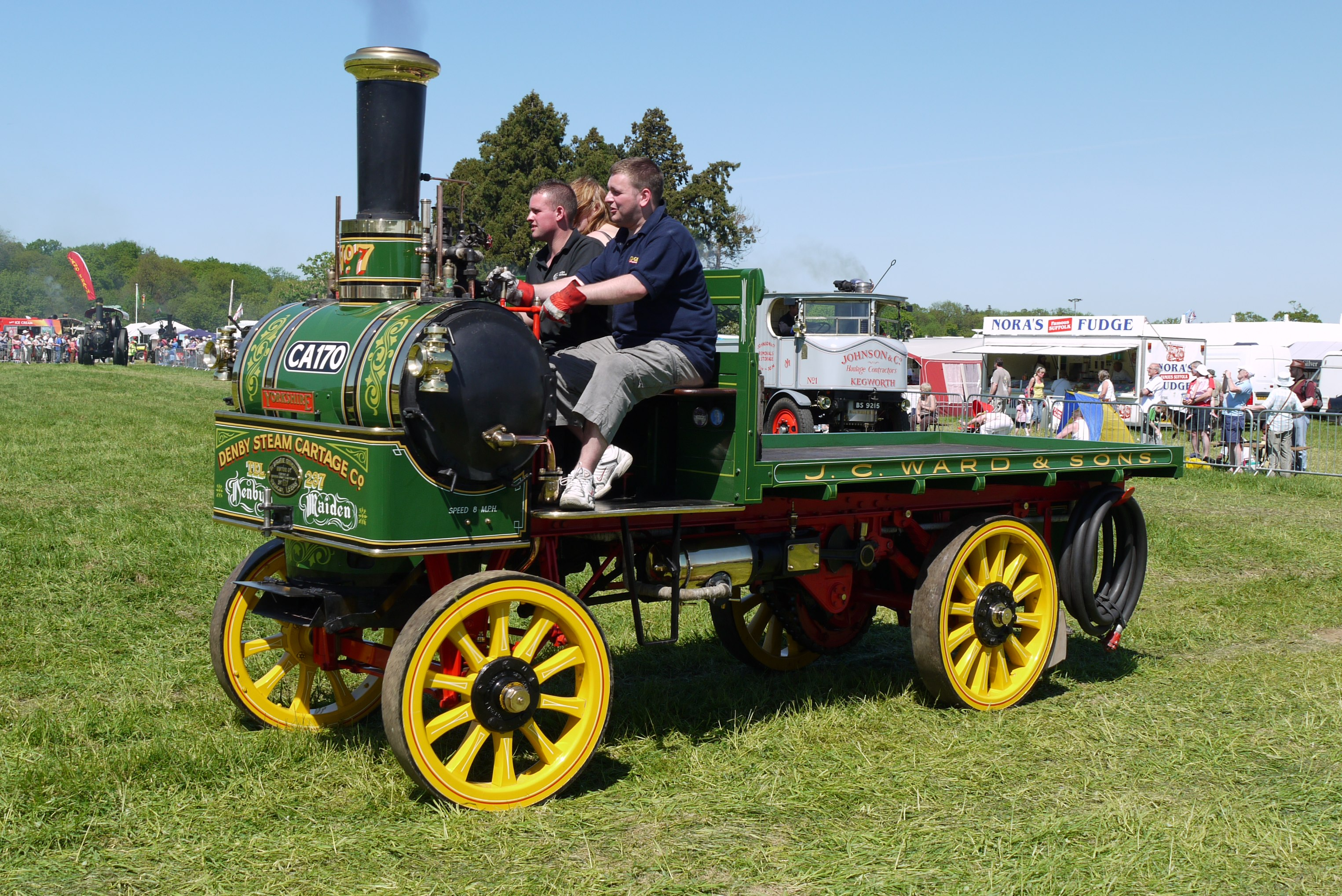
Yorkshire Patent Steam Wagon Co. 1905
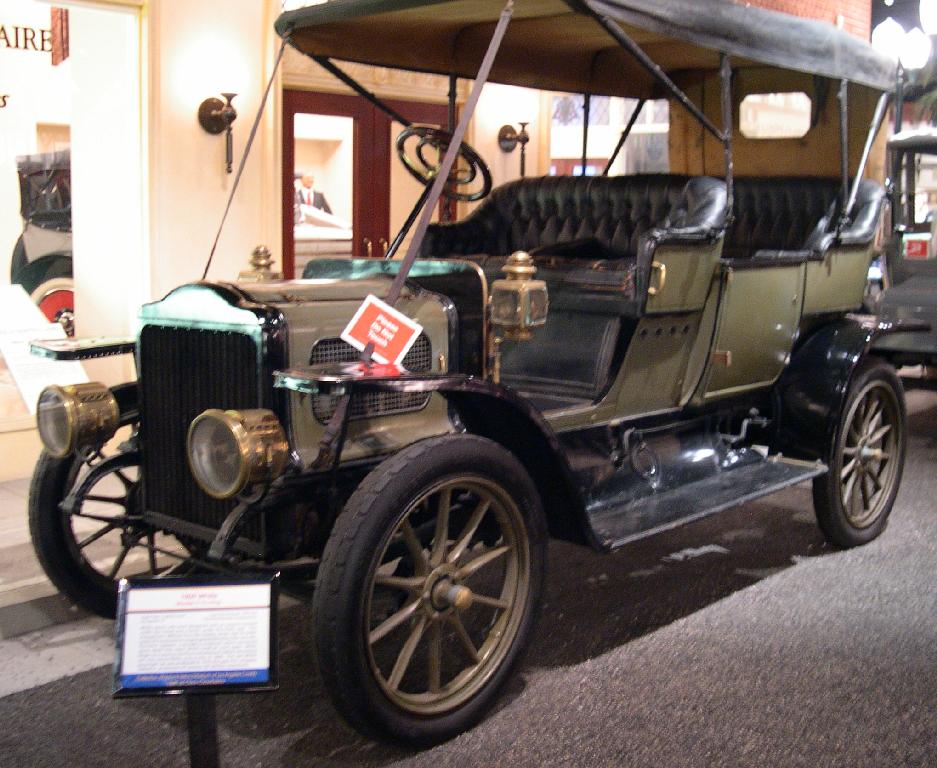
White Model G Touring (USA, 1909)
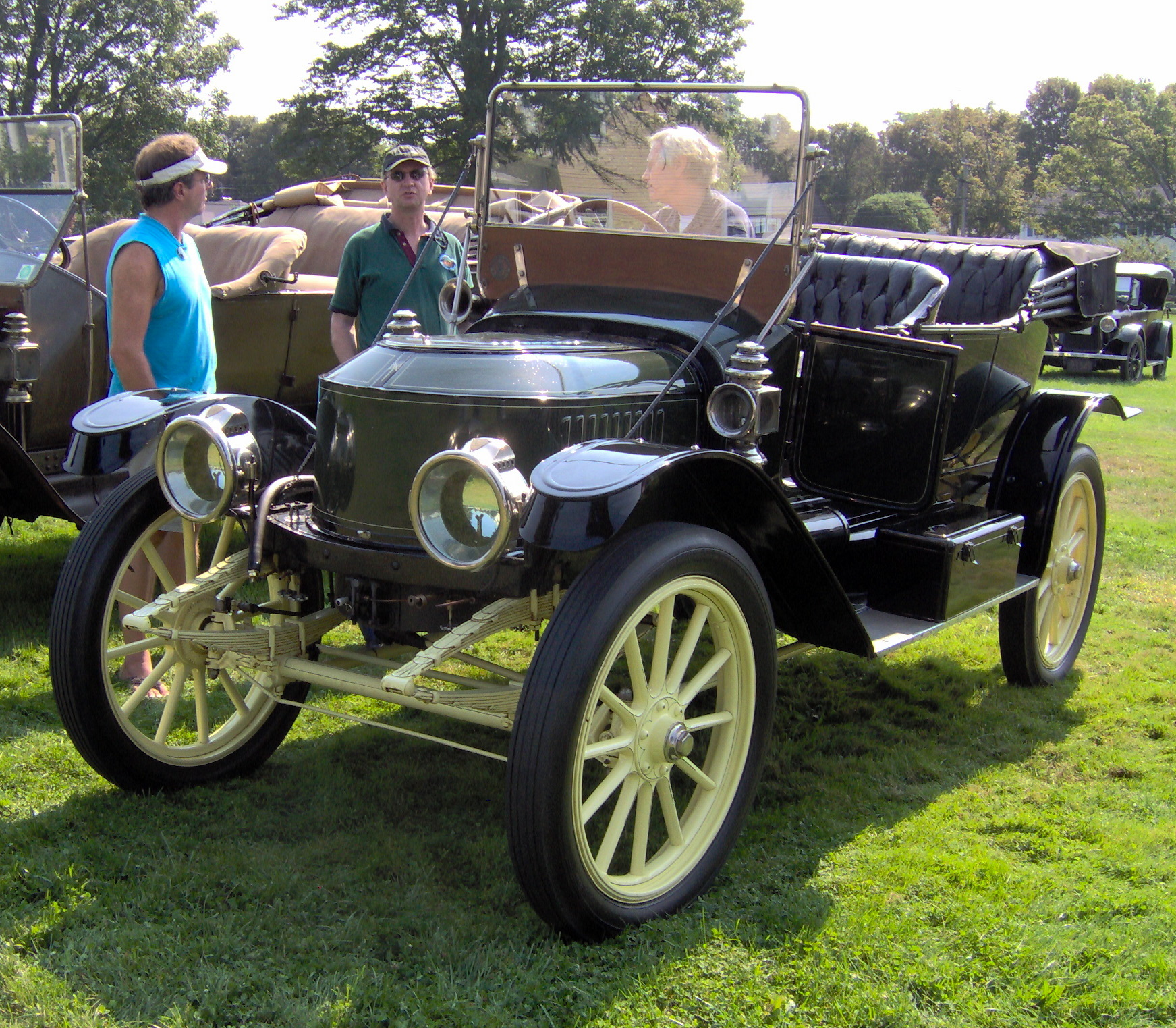
Stanley-Dampfwagen von 1912
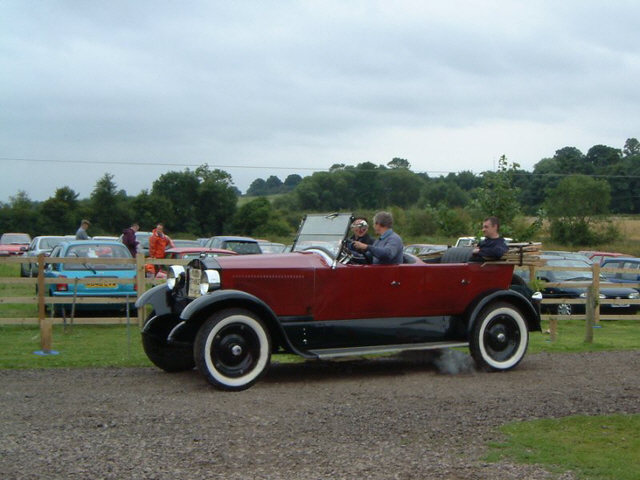
Stanley-Dampfwagen von 1923
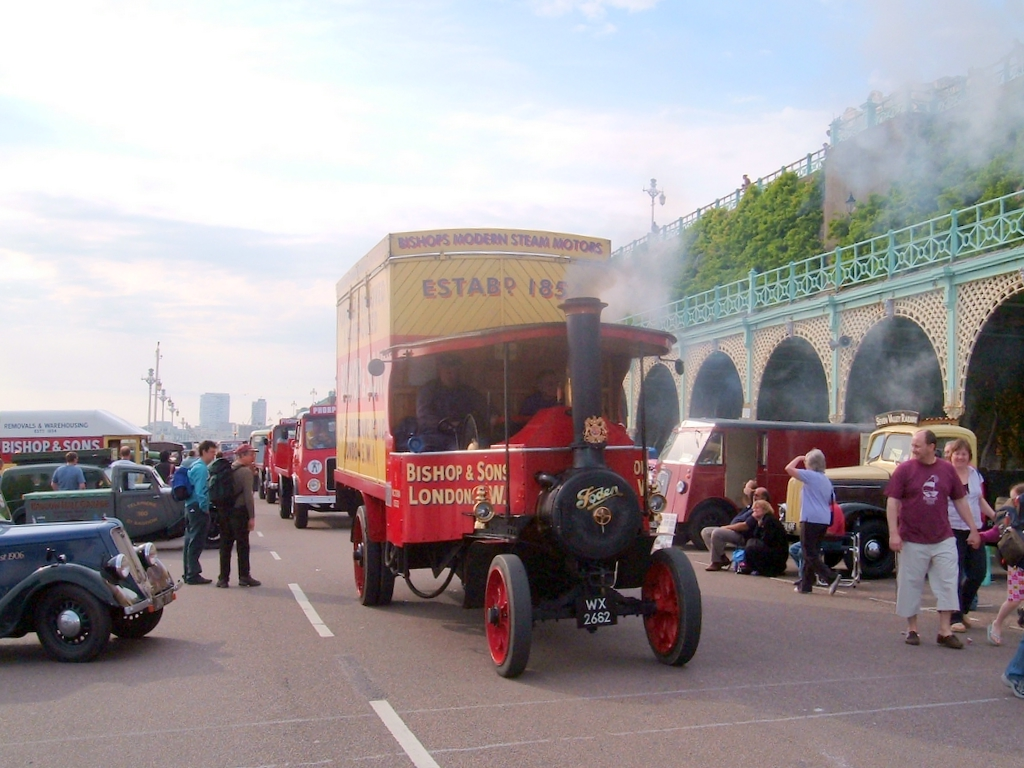
Britischer Foden-Dampflastwagen, Baujahr 1930
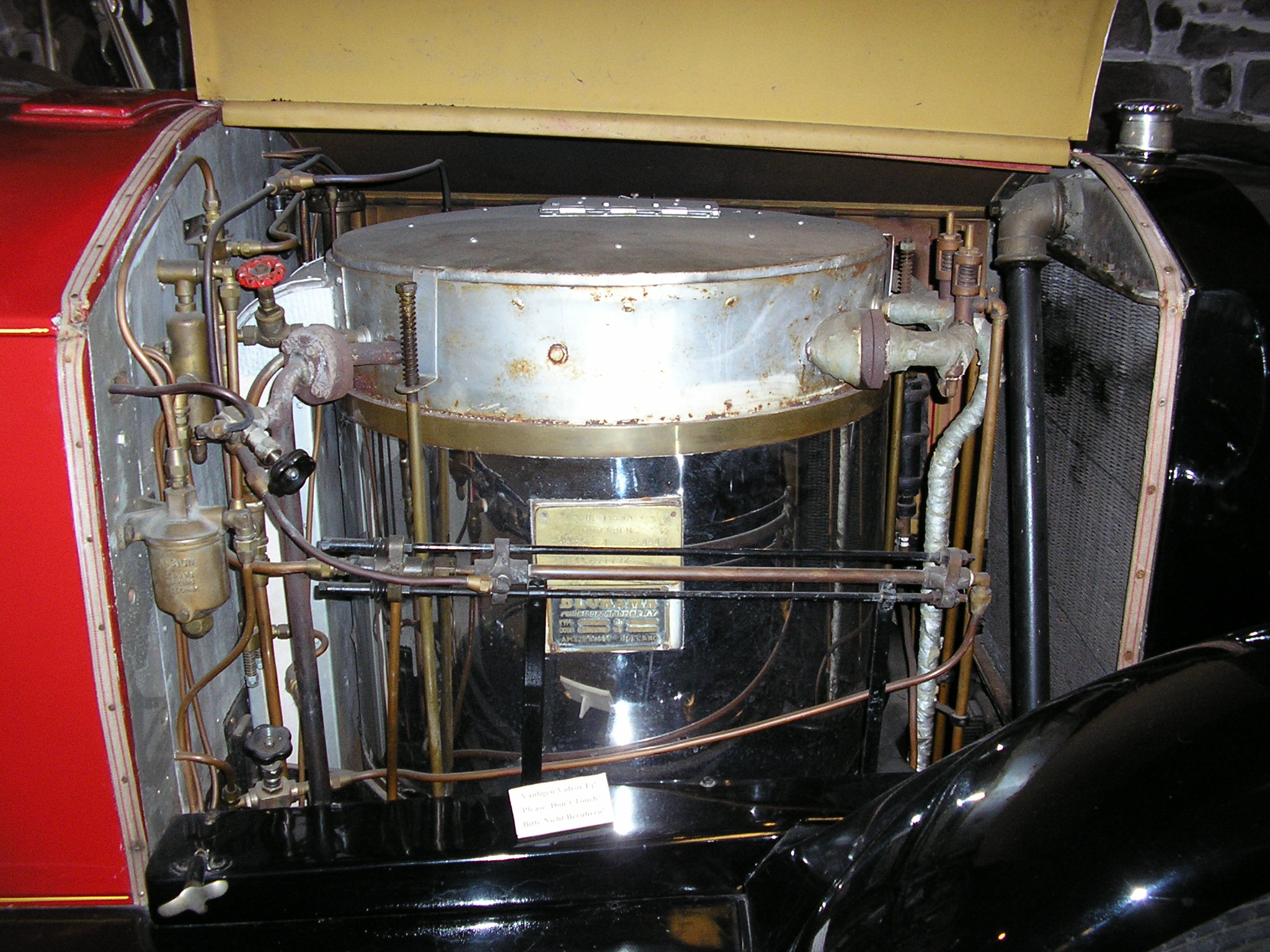
Dampfkessel eines Stanley Steamer Serie 740 von 1924, rechts der Kondensator